# Ploudalmézeau
Ploudalmézeau [pludalmezo], ou Gwitalmeze en breton, est une commune française du département du Finistère, en région Bretagne. Elle appartient à la Communauté de communes du Pays d'Iroise et comprend deux pôles, l'un rural autour du bourg, l'autre maritime à Portsall, avec un port dans un aber. La côte se caractérise par un littoral préservé ; de petites criques, des dunes et de grandes plages de sable comme celle de Treompan. Cette côte, bordée par la Mer Celtique, a connu une catastrophe maritime et écologique avec le naufrage du pétrolier Amoco Cadiz à Portsall en mars 1978.

## Géographie

### Localisation
La principale caractéristique de la commune est d'avoir deux centres agglomérés principaux, distants de 4 kilomètres, le bourg de Ploudalmézeau à l'est et Portsall, à l'ouest, au bord d'un aber de 2 kilomètres de long, qui est appelé l'Aberig (le petit aber), probablement par comparaison avec ses voisins plus larges et plus longs (l'Aber-Ildut au sud, l'Aber-Benoît et l'Aber-Wrac'h, à l'ouest).
Il en résulte une dualité caractéristique des communes côtières, entre une population qui a vécu, au long de l'Histoire, uniquement de l'agriculture, et une autre tirant tout ou partie de ses ressources de la mer, non seulement de la pêche, mais aussi de la récolte du goémon.

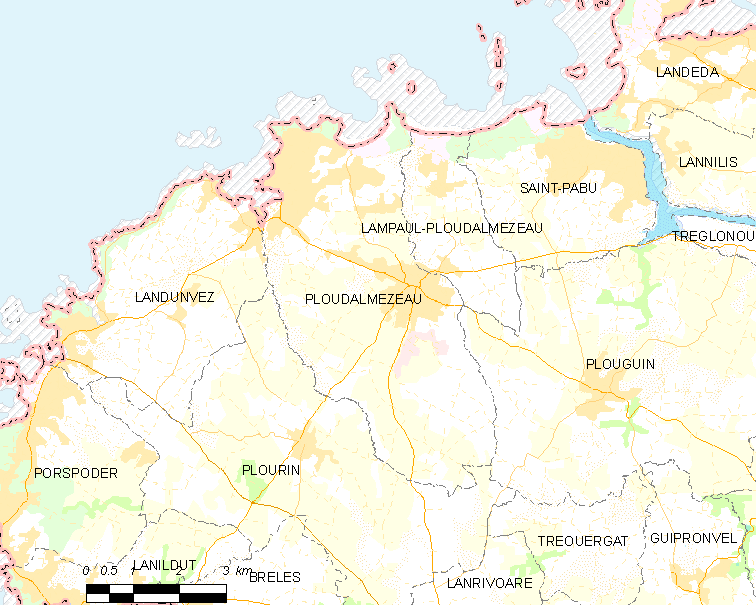
Carte de la commune de Ploudalmézeau.

| Manche    | Manche        | Lampaul-Ploudalmézeau |
| Landunvez | Ploudalmézeau | Plouguin              |
| Plourin   | Plourin       | Plouguin              |

### Géologie et relief
La superficie de la commune est de 23,2 km2 ; son altitude moyenne est de 55 mètres, variant de 0  à   84 mètres.
L'intérieur du finage communal est constitué par un morceau du plateau granitique du Léon, en pente douce vers le nord, et atteignant jusqu'à 84 mètres d'altitude dans sa partie sud. Ce plateau est drainé par de minuscules fleuves côtiers dont les principaux sont celui qui se jette dans l'anse de Kersaint et qui limite à l'ouest la commune, la séparant de celle de Landunvez, et le Gouer ar Frout, qui limite à l'est la commune, la séparant de celle de Lampaul-Ploudalmézeau. Le bourg de Ploudalmézeau, excentré dans la partie est du territoire communal, est situé à une altitude d‘environ 55 mètres.
La côte est principalement rocheuse, composée de granite (le granite de Ploudalmézeau est un granite à deux micas) et extrêmement découpée (de l'ouest vers l'est, les pointes du Guilligui, de Croas-ar-Rheun, de Penvir, d'Énez Koun, de Porsguen, de Cléguer, de Téven (alignement de rochers de Carrec Cros) alternent avec des plages dont les principales sont celles de Prat Léac'h-Kerros, de Tréompan et des Trois-Moutons). De nombreux écueils et îlots rendent la navigation très dangereuse. L'estuaire sur lequel est installé Portsall et la petite anse de Pors Guen offrent des mouillages abrités accessibles par des chenaux soumis aux aléas des marées, l'estran, par endroits sableux (les dunes de Tréompan occupent un espace en partie boisé et atteignent 18 mètres d'altitude), par endroits rocheux, découvrant largement à marée basse. Sur l'estran situé devant les dunes de Tréompan, de la tourbe et même des anciens arbres  affleurent par très basse mer : d'après la datation au carbone 14, cette végétation fossilisée remonterait à environ 5 000 à 5 500 ans avant notre époque.

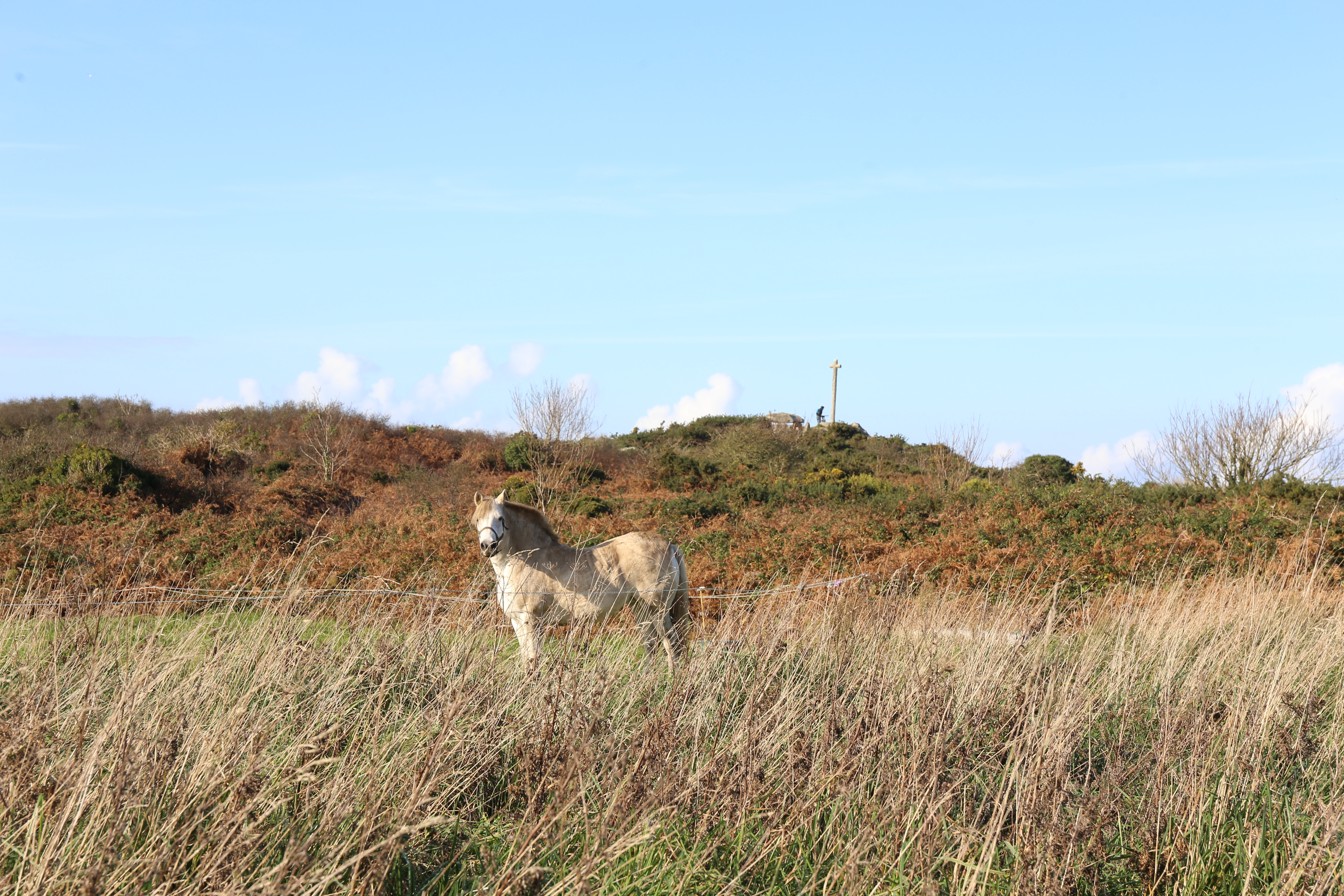
La colline du Guilligui surplombant le port de Portsall.
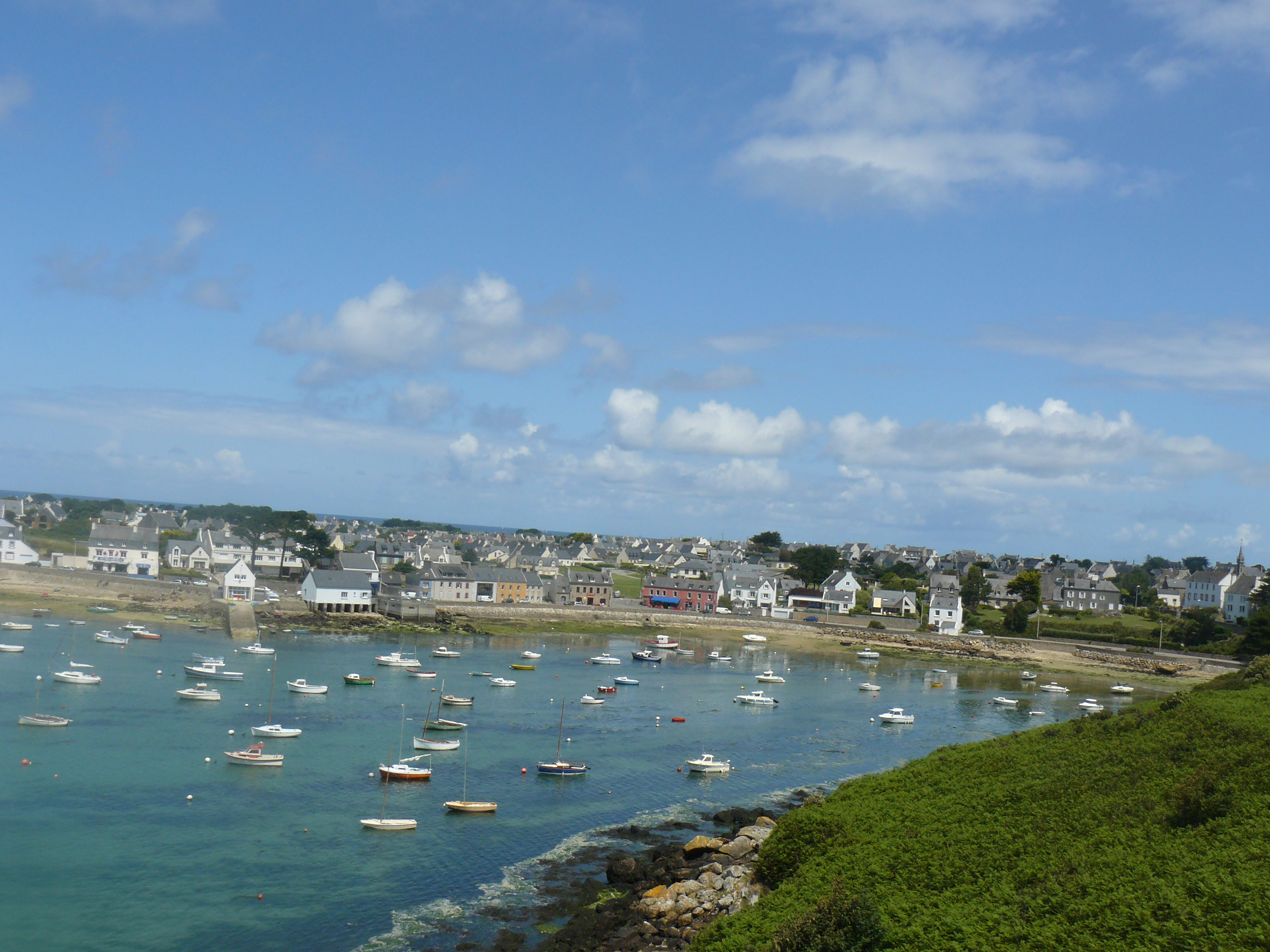
Portsall vu depuis le sommet du Guilligui.
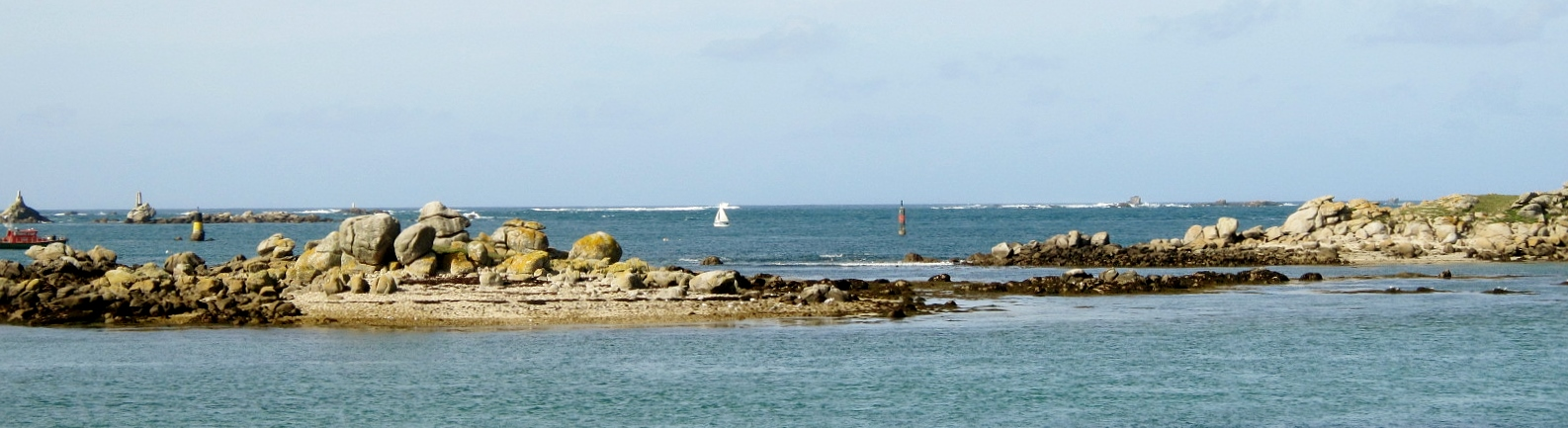
Îlots et écueils au nord de Portsall.
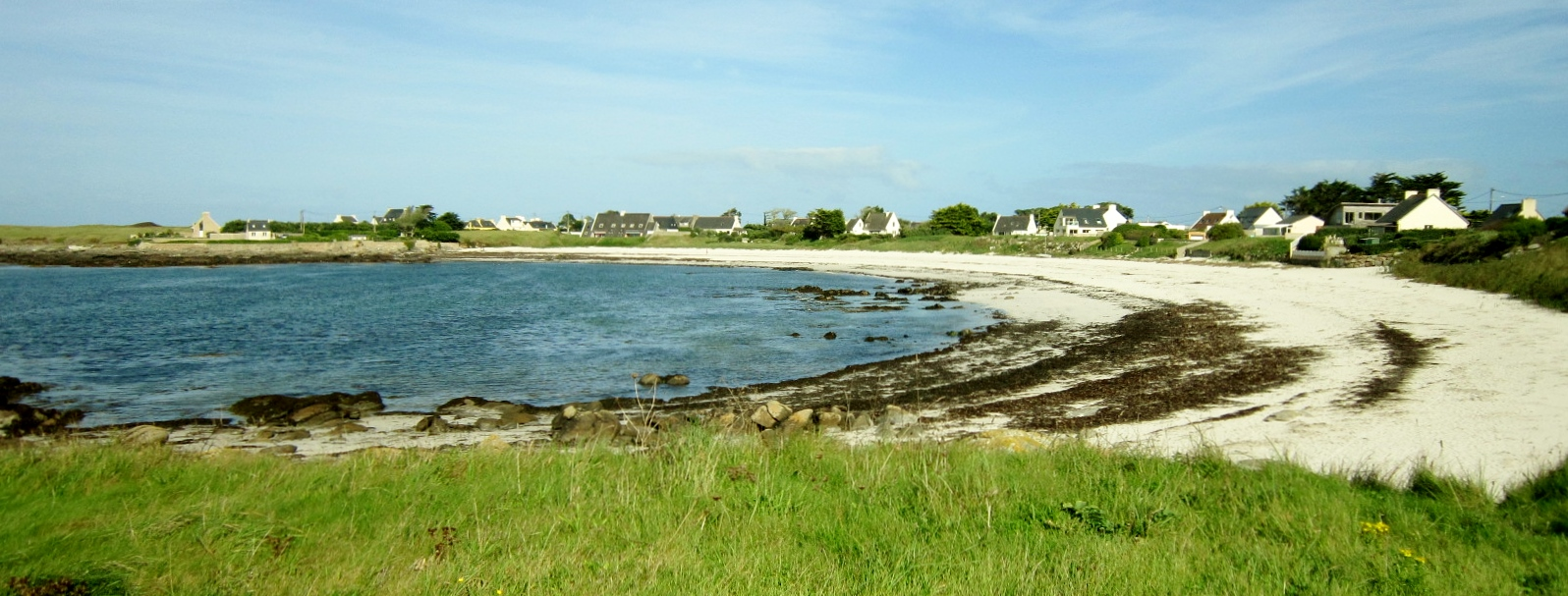
La plage de Prat Léac'h-Kerros (au nord de Portsall).
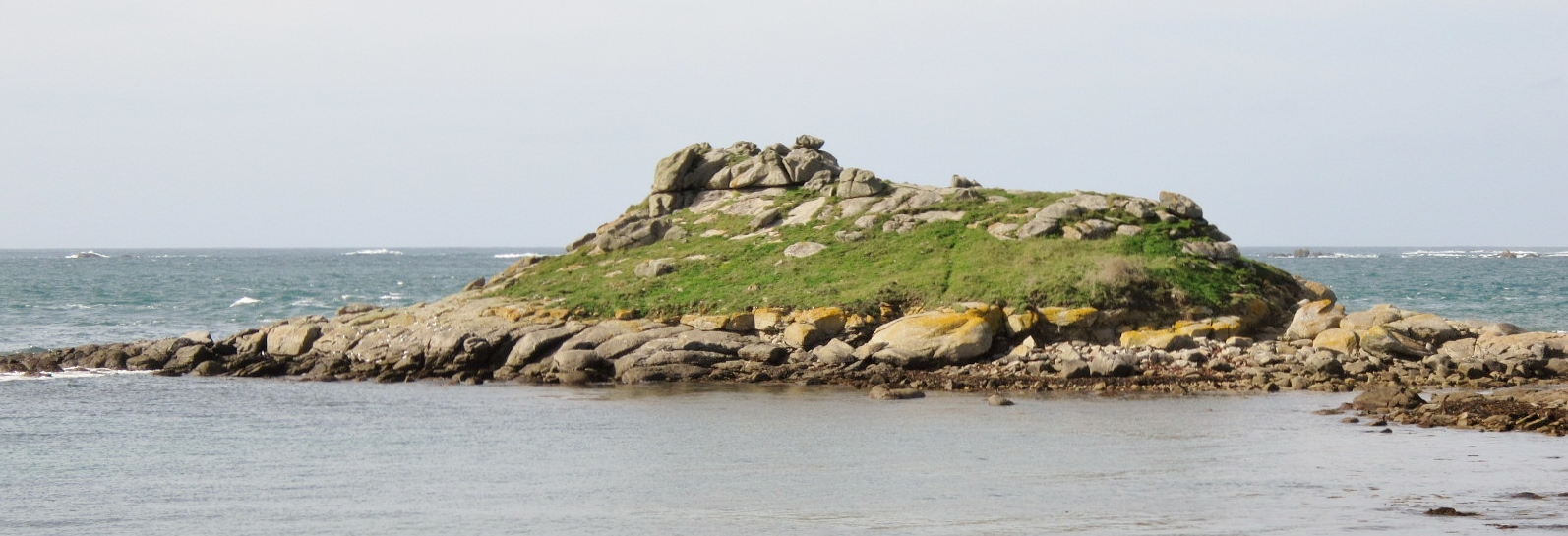
L'îlot d'Énez Koun (au nord de Portsall).
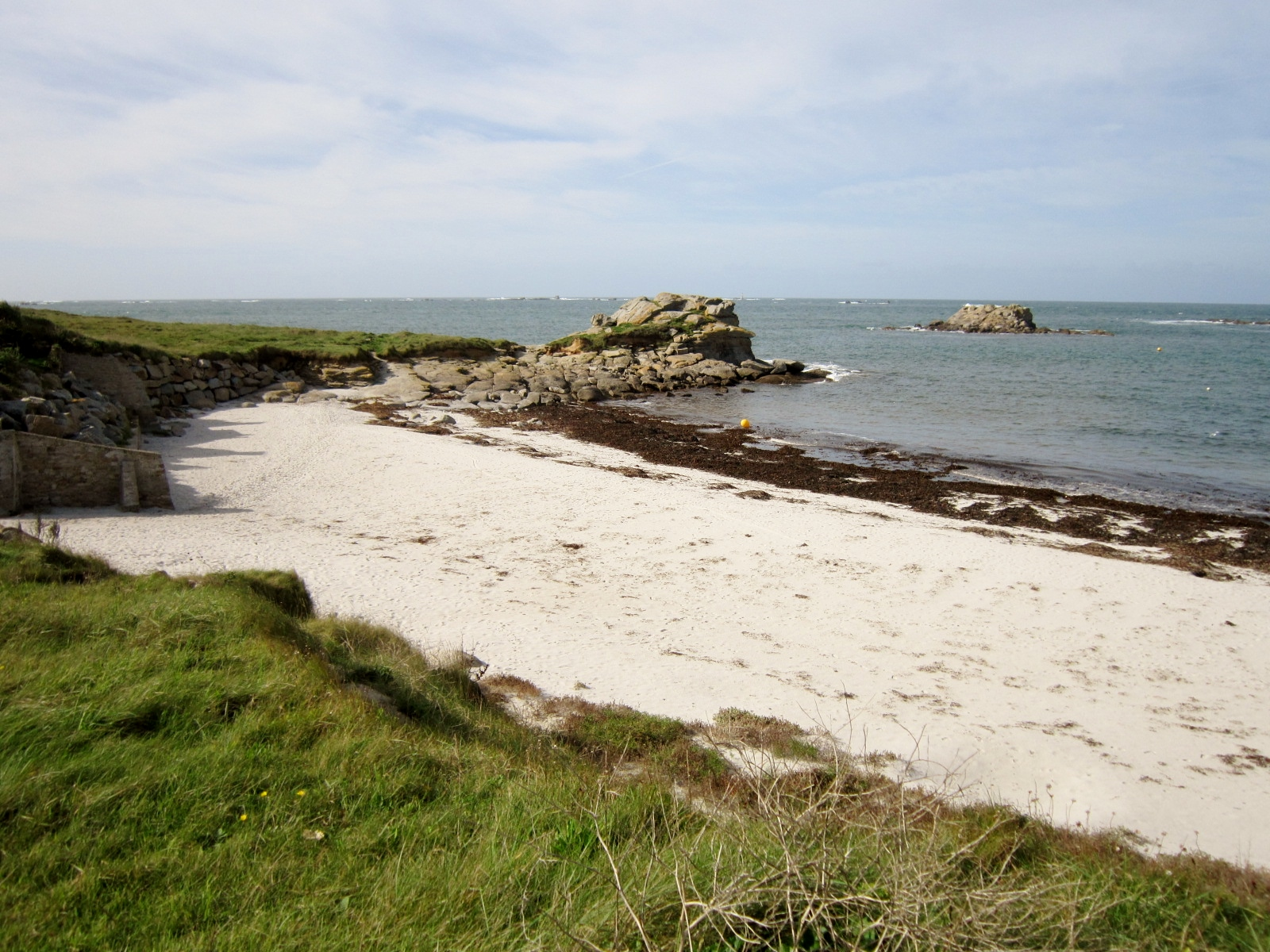
La plage de Porsguen.
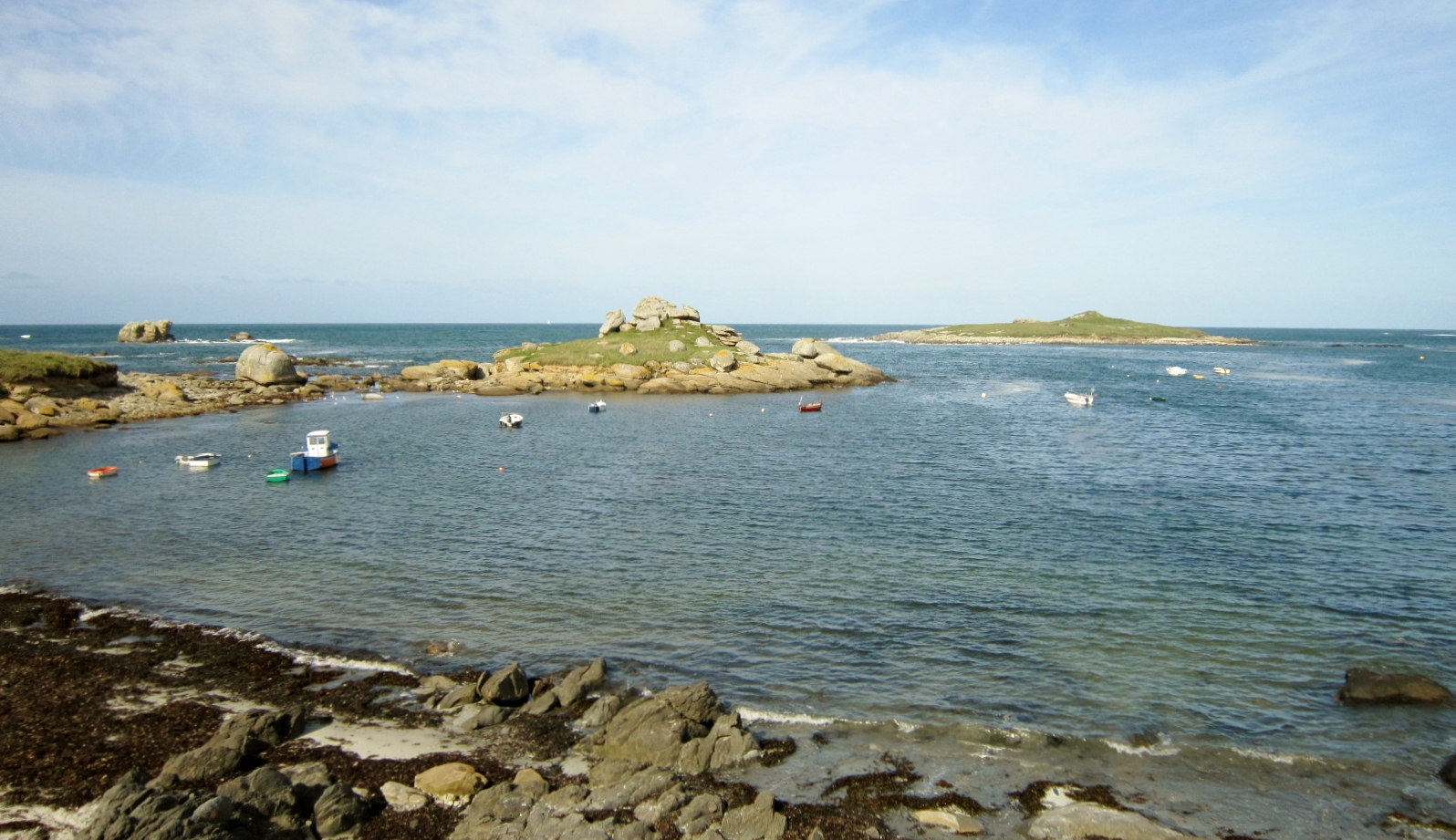
Rochers et îlot à l'est de Porsguen ; à l'arrière-plan l'île Carn.
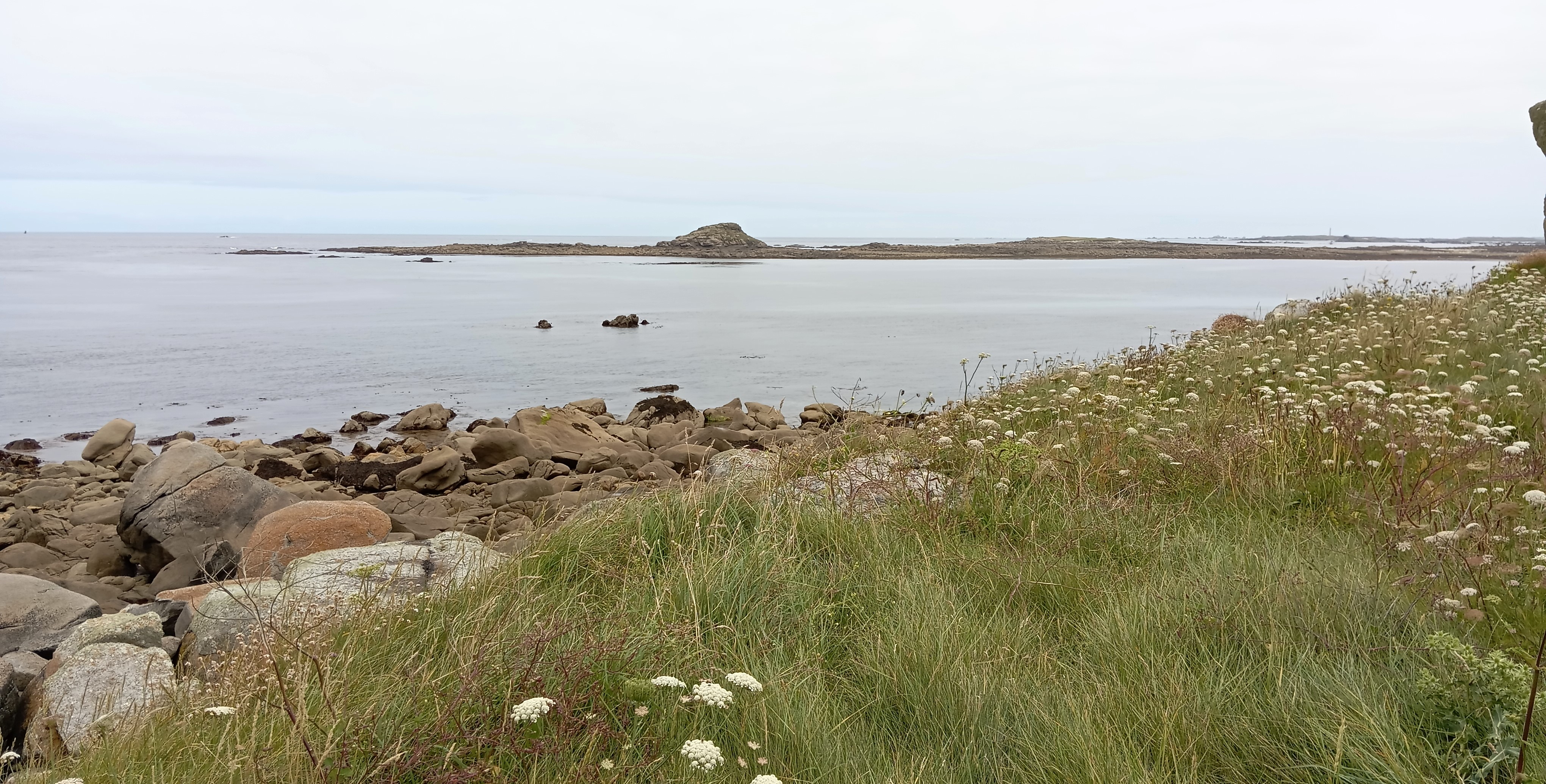
L'alignement de rochers de Carrec Cros à marée basse vu depuis la pointe située à l'ouest de la plage de Tréompan.

### Les îles
Le littoral présente de nombreux îles et îlots, parmi lesquels l'île Carn, un îlot côtier accessible à marée basse, situé au large de Portsall et qui abrite un cairn du Néolithique, mais aussi les îles Koun, l'île Longue (enez hir), Carrec Cros, et l'île verte.

### Habitat
Le bourg est situé à une certaine distance de la côte, sur un plateau : c'est là une caractéristique commune à de nombreuses communes littorales bretonnes (par exemple à Plouguerneau, Landunvez, Plouarzel, Ploumoguer, etc.), les premiers émigrants bretons fixèrent le centre de leurs plous à l'intérieur des terres, probablement par crainte des pirates saxons. L'habitat rural est traditionnellement dispersé en un certain nombre d'écarts formés de fermes isolées et de hameaux, dont le principal est celui de Portsall, développé autour du port. Le bourg est traditionnellement un des plus gros bourgs du Léon : en 1889 il avait déjà une population agglomérée de 804 habitants.
Le nombre de logements sur la commune a été estimé à 3 400 en 2014 : 77 % de ces logements sont des résidences principales, 17 % des résidences secondaires ou occasionnelles ainsi que 6 % de logements vacants. La rurbanisation est importante en raison de l'attractivité balnéaire autour de Portsall, mais aussi en arrière des dunes de Tréompan (quartiers de Kervao, Tréompan, La Flosque). Une extension urbaine en doigt de gant le long de la D 168 reliant le bourg à Portsall est nettement perceptible, notamment dans le quartier de Kerneuzet. La partie sud de la commune, plus éloignée du littoral, échappe à cette rurbanisation.

### Voies de communication et transports
Ploudalmézeau est desservie principalement par la D 168, qui relie la commune, via Lanrivoaré, à Saint-Renan et à l'agglomération brestoise et se prolonge vers l'ouest jusqu'à Porsall. La commune est aussi desservie par la D 28 qui vient de Tréglonou et se dirige vers Plourin. Une rocade contourne désormais le bourg par l'est et le sud.

### Hydrographie
Pour un article plus général, voir Réseau hydrographique du Finistère.
La commune est située dans le bassin Loire-Bretagne. Elle est drainée par le Kouer er Frout et divers autres petits cours d'eau,.

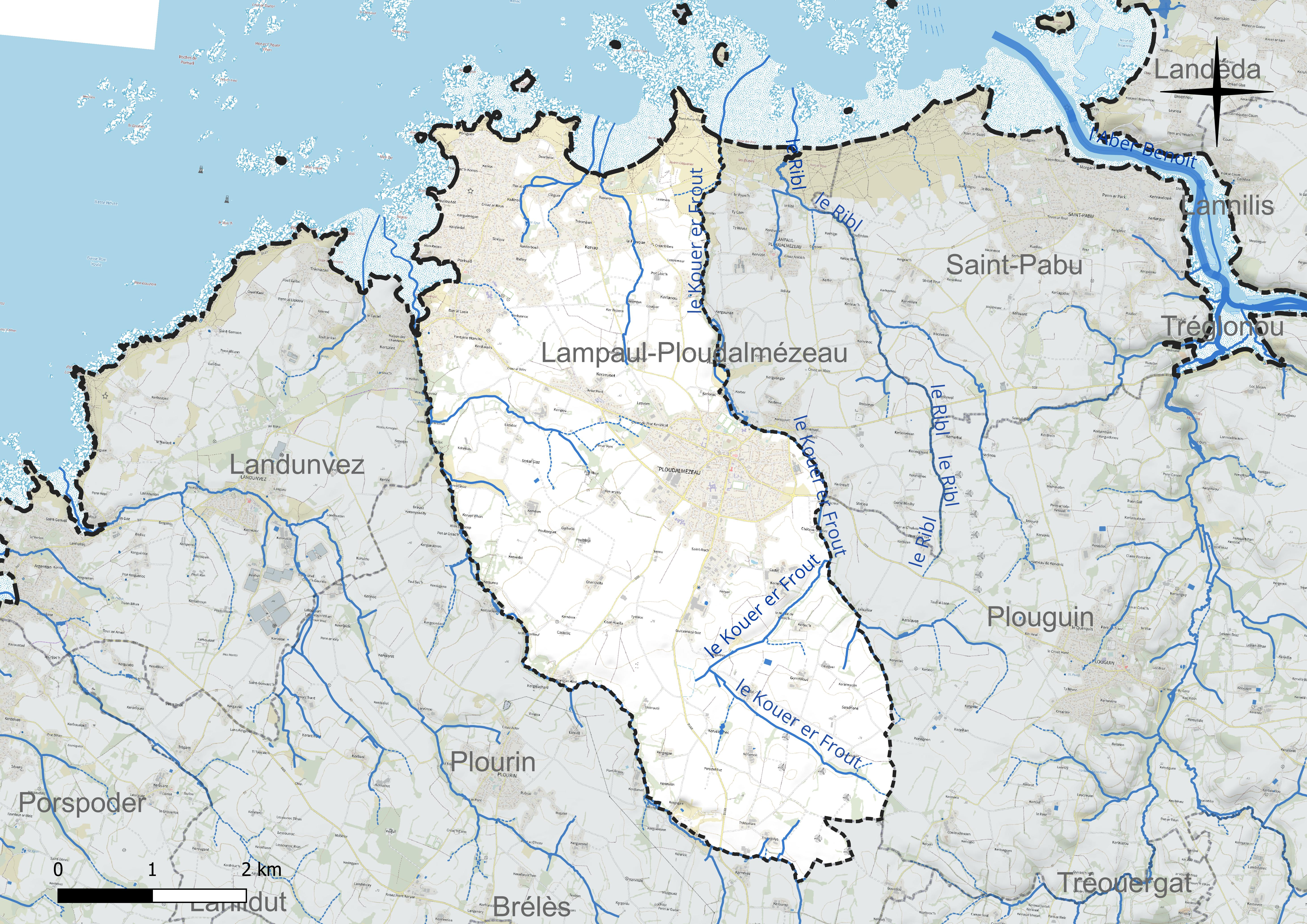
Réseau hydrographique de Ploudalmézeau.

### Climat
Le climat qui caractérise la commune est qualifié, en 2010, de « climat océanique franc », selon la typologie des climats de la France qui compte alors huit grands types de climats en métropole. En 2020, la commune ressort du type « climat océanique » dans la classification établie par Météo-France, qui ne compte désormais, en première approche, que cinq grands types de climats en métropole. Ce type de climat se traduit par des températures douces et une pluviométrie relativement abondante (en liaison avec les perturbations venant de l'Atlantique), répartie tout au long de l'année avec un léger maximum d'octobre à février.
Les paramètres climatiques qui ont permis d'établir la typologie de 2010 comportent six variables pour les températures et huit pour les précipitations, dont les valeurs correspondent aux données mensuelles sur la normale 1971-2000. Les sept principales variables caractérisant la commune sont présentées dans l'encadré ci-après.
| Paramètres climatiques communaux sur la période 1971-2000 - Moyenne annuelle de température : 11,6 °C - Nombre de jours avec une température inférieure à −5 °C : 0,4 j - Nombre de jours avec une température supérieure à 30 °C : 0 j - Amplitude thermique annuelle : 9,2 °C - Cumuls annuels de précipitation : 952 mm - Nombre de jours de précipitation en janvier : 16 j - Nombre de jours de précipitation en juillet : 7,5 j |

Avec le changement climatique, ces variables ont évolué. Une étude réalisée en 2014 par la Direction générale de l'Énergie et du Climat complétée par des études régionales prévoit en effet que la  température moyenne devrait croître et la pluviométrie moyenne baisser, avec toutefois de fortes variations régionales. La station météorologique de Météo-France installée sur la commune et mise en service en 1998 permet de connaître l'évolution des indicateurs météorologiques. Le tableau détaillé pour la période 1981-2010 est présenté ci-après.
| Mois                                  | jan.        | fév.          | mars          | avril         | mai           | juin            | jui.          | août          | sep.          | oct.          | nov.          | déc.          | année     |
| ------------------------------------- | ----------- | ------------- | ------------- | ------------- | ------------- | --------------- | ------------- | ------------- | ------------- | ------------- | ------------- | ------------- | --------- |
| Température minimale moyenne (°C)     | 5,5         | 5,2           | 6             | 7             | 9,6           | 11,7            | 13,3          | 13,5          | 12            | 10,3          | 8             | 5,4           | 9         |
| Température moyenne (°C)              | 7,7         | 7,8           | 8,9           | 10,1          | 12,8          | 15,1            | 16,7          | 17            | 15,6          | 13,3          | 10,3          | 7,8           | 11,9      |
| Température maximale moyenne (°C)     | 9,9         | 10,3          | 11,8          | 13,3          | 15,9          | 18,6            | 20,1          | 20,5          | 19,2          | 16,2          | 12,6          | 10,2          | 14,9      |
| Record de froid (°C) date du record   | −5 20.01.17 | −7 28.02.18   | −2,2 02.03.04 | −0,7 10.04.08 | 1,6 01.05.21  | 4,3 01.06.06    | 6,5 06.07.04  | 3,7 30.08.11  | 3,5 19.09.05  | −0,3 21.10.07 | −2,4 30.11.16 | −4,4 16.12.07 | −7 2018   |
| Record de chaleur (°C) date du record | 17 24.01.16 | 20,8 27.02.19 | 24,1 19.03.05 | 26,8 01.04.21 | 28,2 16.05.02 | 30,5 20.06.1998 | 38,7 18.07.22 | 32,2 04.08.03 | 31,6 07.09.21 | 28,1 02.10.11 | 21,4 01.11.15 | 17,1 19.12.15 | 38,7 2022 |
| Précipitations (mm)                   | 112,1       | 82,1          | 74,4          | 86,7          | 65,5          | 48,4            | 72,4          | 59,6          | 61,3          | 105,7         | 121           | 117,2         | 1 006,4   |

## Urbanisme

### Typologie
Au 1er janvier 2024, Ploudalmézeau est catégorisée bourg rural, selon la nouvelle grille communale de densité à 7 niveaux définie par l'Insee en 2022.
Elle appartient à l'unité urbaine de Ploudalmézeau, une unité urbaine monocommunale constituant une ville isolée,. Par ailleurs la commune fait partie de l'aire d'attraction de Brest, dont elle est une commune de la couronne,. Cette aire, qui regroupe 68 communes, est catégorisée dans les aires de 200 000 à moins de 700 000 habitants,.
La commune, bordée par la Manche, est également une commune littorale au sens de la loi du 3 janvier 1986, dite loi littoral. Des dispositions spécifiques d'urbanisme s'y appliquent dès lors afin de préserver les espaces naturels, les sites, les paysages et l'équilibre écologique du littoral, tel le principe d'inconstructibilité, en dehors des espaces urbanisés, sur la bande littorale des 100 mètres, ou plus si le plan local d'urbanisme le prévoit.

### Occupation des sols
L'occupation des sols de la commune, telle qu'elle ressort de la base de données européenne d'occupation biophysique des sols Corine Land Cover (CLC), est marquée par l'importance des territoires agricoles (73,6 % en 2018), en diminution par rapport à 1990 (76,1 %). La répartition détaillée en 2018 est la suivante : 
zones agricoles hétérogènes (35,8 %), terres arables (35,6 %), zones urbanisées (20,2 %), milieux à végétation arbustive et/ou herbacée (2,5 %), prairies (2,3 %), zones industrielles ou commerciales et réseaux de communication (1,8 %), espaces verts artificialisés, non agricoles (1,2 %), espaces ouverts, sans ou avec peu de végétation (0,4 %), zones humides côtières (0,3 %). L'évolution de l'occupation des sols de la commune et de ses infrastructures peut être observée sur les différentes représentations cartographiques du territoire : la carte de Cassini (XVIIIe siècle), la carte d'état-major (1820-1866) et les cartes ou photos aériennes de l'IGN pour la période actuelle (1950 à aujourd'hui).

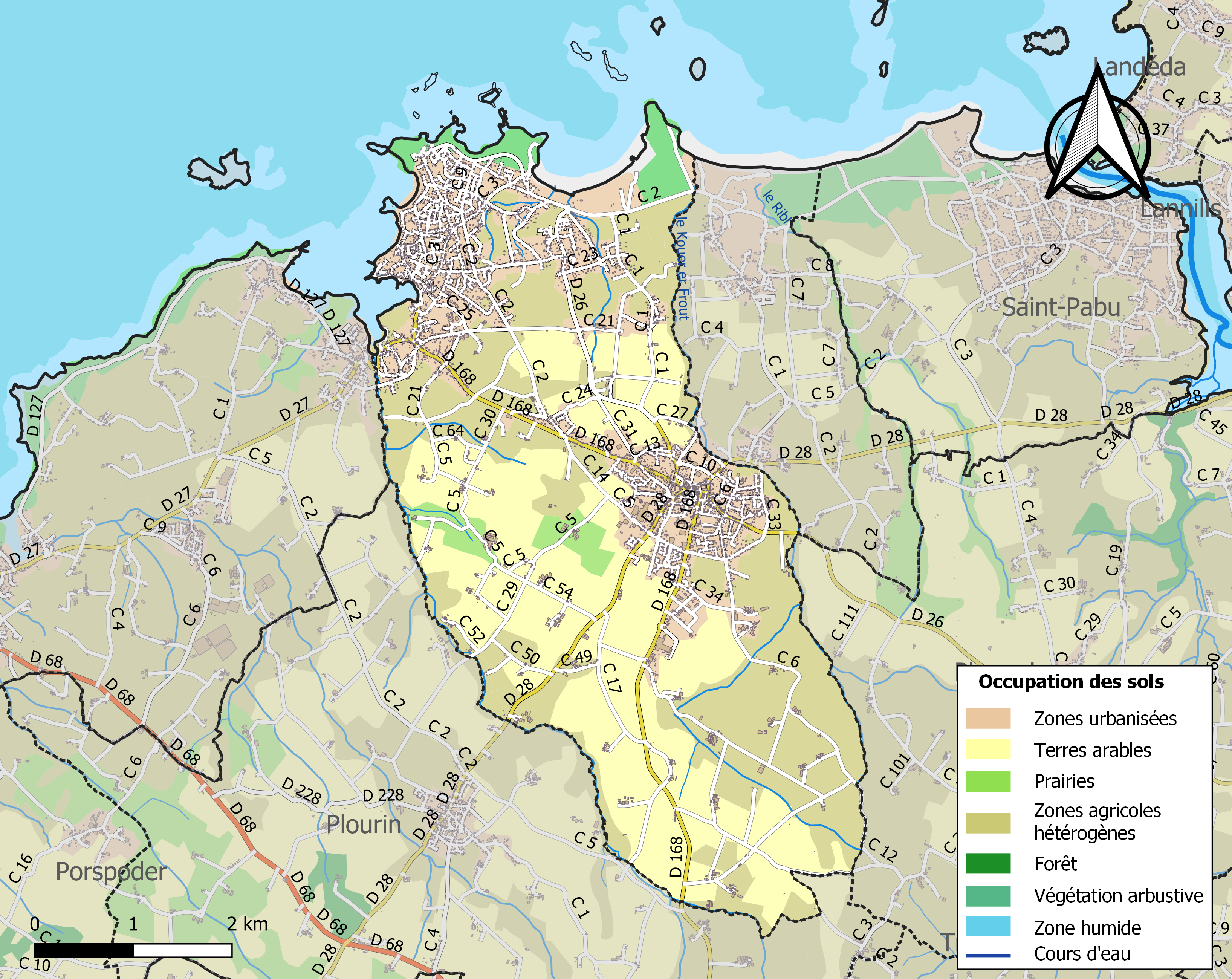
Carte des infrastructures et de l'occupation des sols de la commune en 2018 (CLC).

## Toponymie
Le nom breton de la commune est Gwitalmeze.
Au cours de l'histoire on rencontre les appellations suivantes : Plebs Telmedovia en 884, Ploue Telmedou, Ploue Telmedzo, Ploedalmezeu vers 1330, Ploedalmezeau en 1467 et Guytalmezeau en 1544.
L'étymologie est incertaine :
- Ploudalmezeau viendrait de plebs (paroisse en latin) devenu plou en breton, et de tel (bosse) et medovie (milieu)
- Telmedovia peut dériver de tel medovio "devant le milieu, la plaine" et s'est rapproché du breton meze, maez "les champs"[21]
- en breton parlé, le Plou (paroisse entière) aurait été remplacé par Gwi (le bourg, issu du radical latin vicus)[22].

## Histoire

### Préhistoire
Le cairn de l'île Carn, d'une circonférence de 110  à   130 mètres, possède une chambre mortuaire particulièrement bien conservée.
Le dolmen du Guilliguy et son menhir dressé sont classés monuments historiques par arrêté du 4 mars 1921. À côté du dolmen, au nord, un affleurement rocheux porte 7 cupules disposées en marelle.
Un biface, trouvé à Théven-Camporou, date de l'Acheuléen.

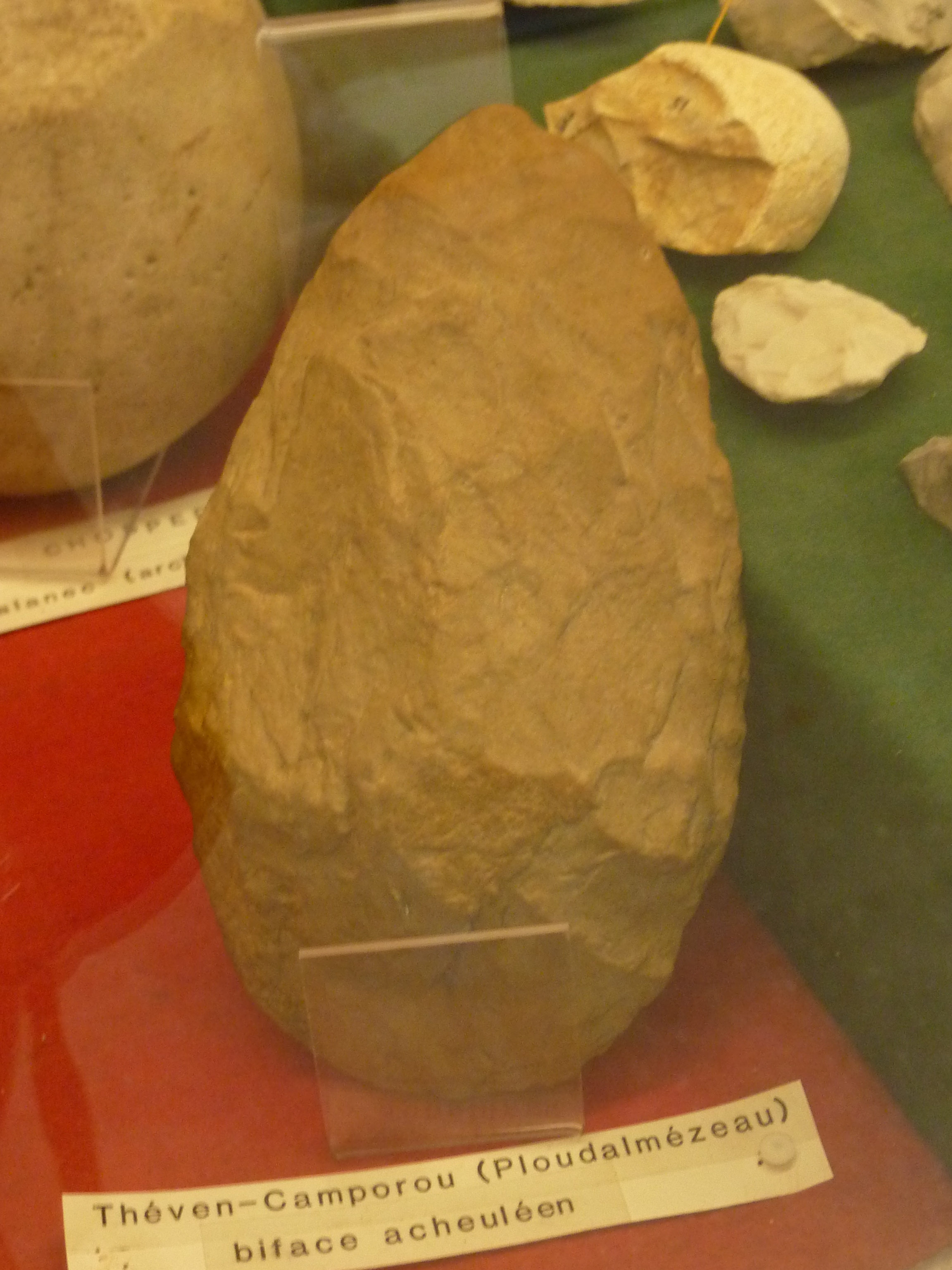
Biface trouvé à Théven-Camporou (Musée de la préhistoire finistérienne de Penmarc'h).
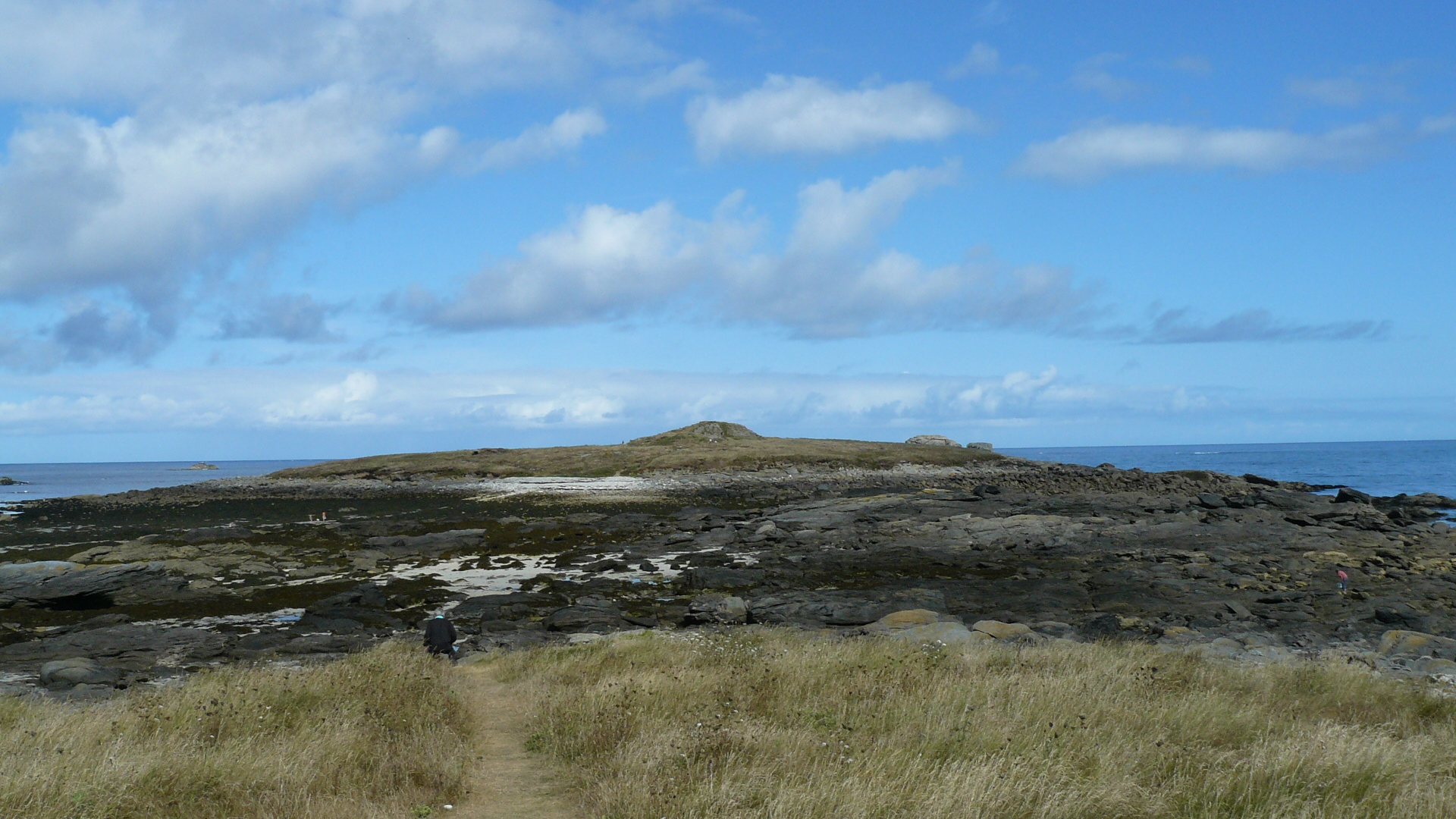
Île Carn et son cairn.
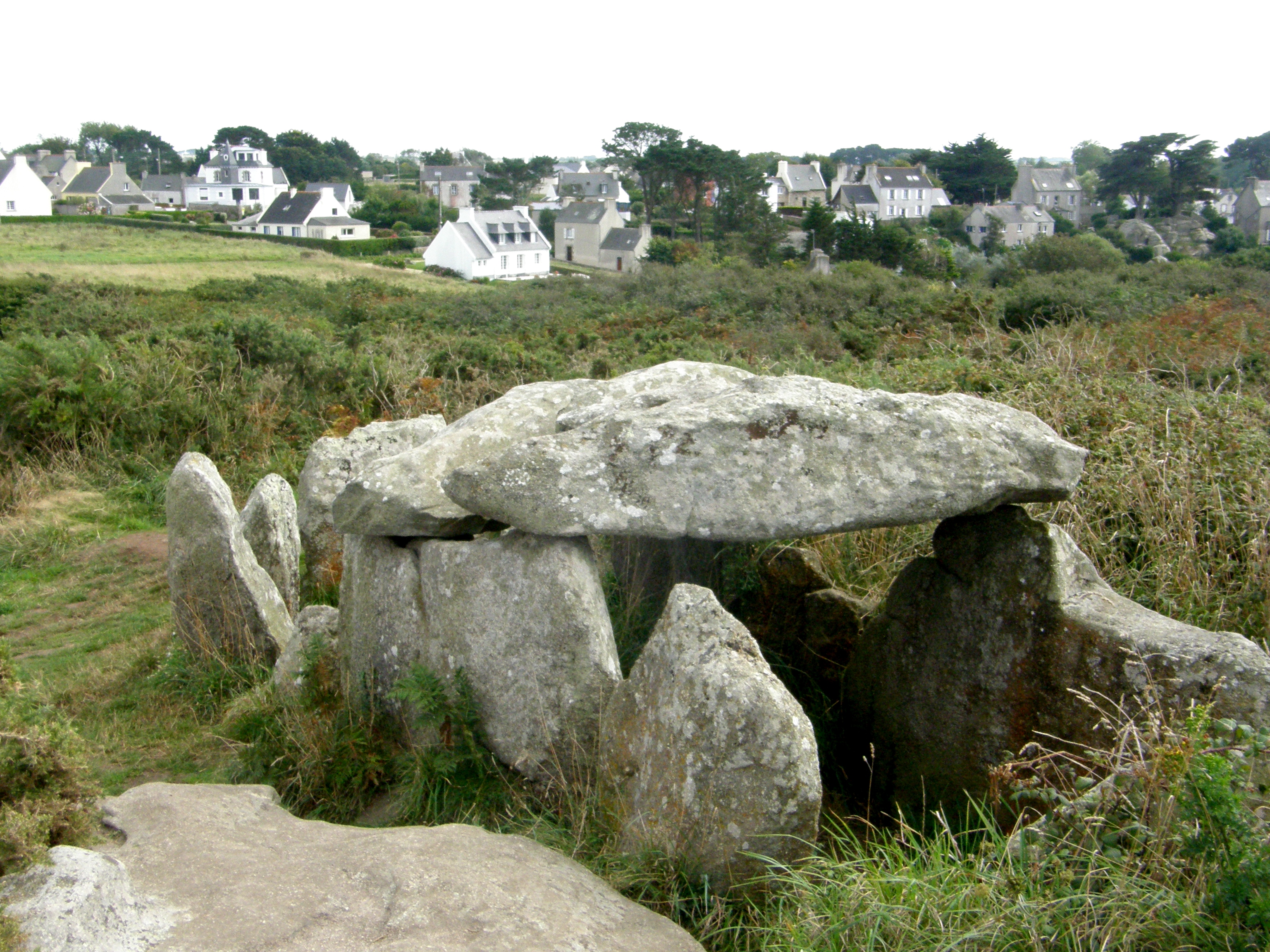
L'allée couverte du Guilligui.
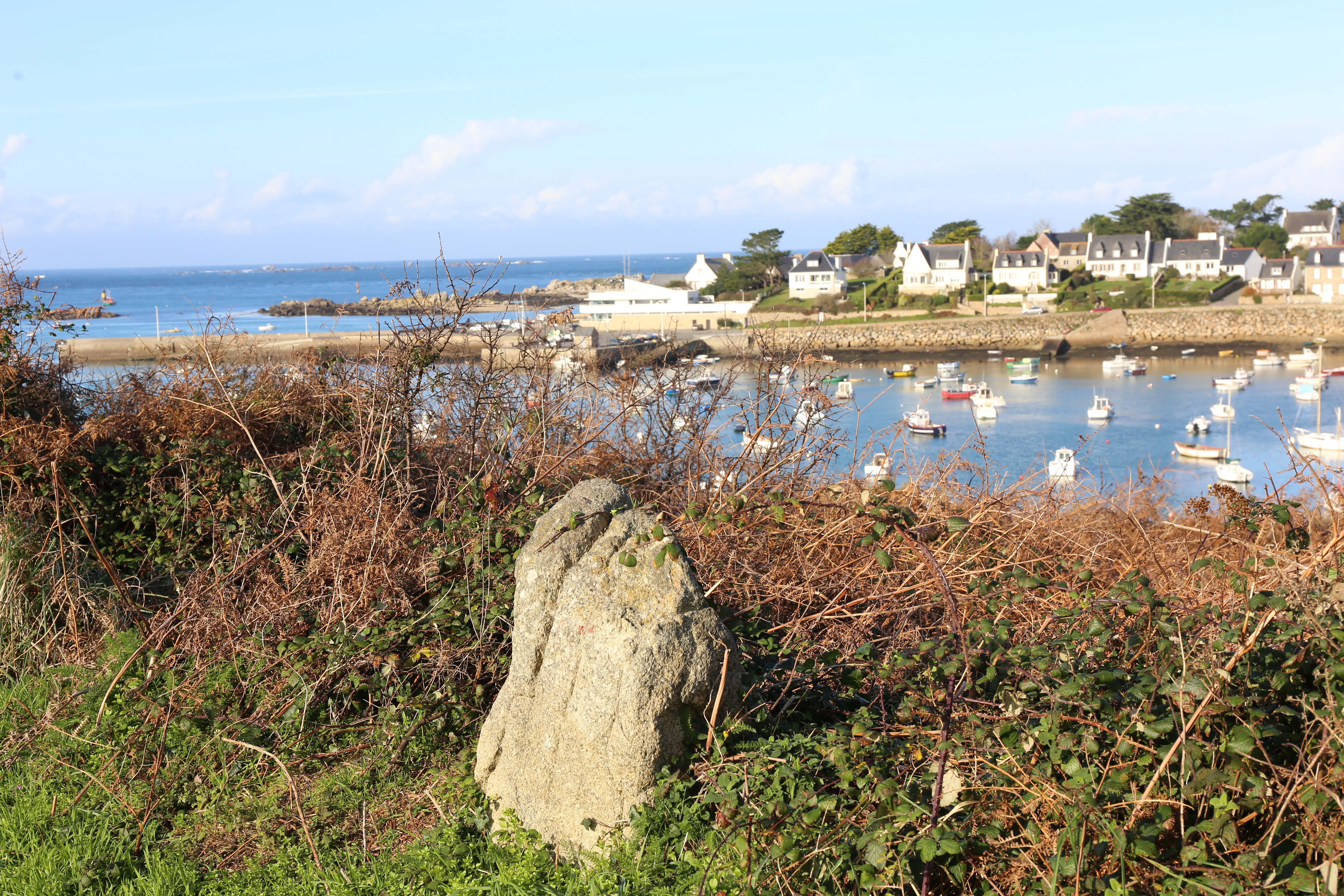
Un des menhirs du Guilligui.

### Antiquité
Des restes de maçonnerie gallo-romaine, ainsi que deux sarcophages, ont été trouvés à Ploudalmézeau en 1909.

### Moyen Âge
Selon Arthur de La Borderie, c'est à Portsall, vers l'an 517, près d'une roche nommée Ar Marc'h Du (Le Cheval Noir), que saint Pol Aurélien, venant de Bretagne insulaire (précisément du Pays de Galles), aurait débarqué sur le continent après un séjour sur l'île d'Ouessant. Un autre lieu possible du débarquement est Melon en Porspoder. Saint Pol séjourna à Telmedonia (Ploudamézeau) assez longtemps puis établit son ermitage à Lanna Pol (Lampaul-Ploudalmézeau).
Ploudalmézeau est une ancienne paroisse de la Bretagne du haut Moyen-Âge qui englobait autrefois les territoires actuels des communes de Ploudalmézeau, de Saint-Pabu et de Lampaul-Ploudalmézeau. Ce fut aussi la capitale du pays d'Ac'h. Le chef-lieu primitif de la paroisse se trouvait au sud du bourg actuel, au village de Guitalmézé-Coz (Vieux-Gwitalmézeau) et dépendait de l'évêché de Léon. Ce transfert semble antérieur à 1544.
La famille du Chastel, dont le château se trouvait à Trémazan en Landunvez, non loin de Ploudalmézeau, était suzeraine de Ploudalmézeau. La famille de Kerlech fut longtemps la plus puissante de la paroisse, disposant notamment des droits de haute et basse justice (le siège de la juridiction se trouvait au bourg de Ploudalmézeau); en 1360, Bertrand du Chastel, un juveigneur fils de Tanguy Ier du Chastel, épousa l'héritière du fief de Kerlech, et en reprit le nom et les armes ; un de ses descendants, Hervé de Kerlech possédait le manoir de Kerlech en 1481.
Une autre famille noble puissante était la famille de Sanzay, qui possédait le manoir de Pratmeur depuis le mariage de René de Sanzay (frère du chef ligueur Anne de Sanzay de la Magnane) avec Renée Rannou, héritière de Keribert (famille de Guissény). Les familles Rannou (seigneur de Keribert et vicomte de Pratmeur), du Roz (seigneur de Mesméan) sont citées aux réformations et montres entre 1426 et 1534,

### DuXVIeauXVIIIesiècle
Au XVIe siècle, Ploudalmézeau faisait partie de l'archidiaconé d'Ac'h de l'évêché de Léon et de la sénéchaussée de Brest et Saint-Renan.
Le manoir de Lestrémeur, situé sur la rive gauche du Frout, à la limite orientale de la paroisse, et proche du littoral, a appartenu à la famille de Lesguen (originaire de Plouguin). Le toit de son pigeonnier servait de tour de guet pour surveiller l'arrivée éventuelle d'ennemis venus de la mer. Le manoir de Kernatousest construit en 1627 par Guillaume Barbier.
Au XVIIIe siècle, le fief de Kerlech passa par mariages successifs d'héritières aux mains de la famille Kergroadès, puis dans celles de la famille Roquelaure.

#### La coupe et le ramassage dugoémon

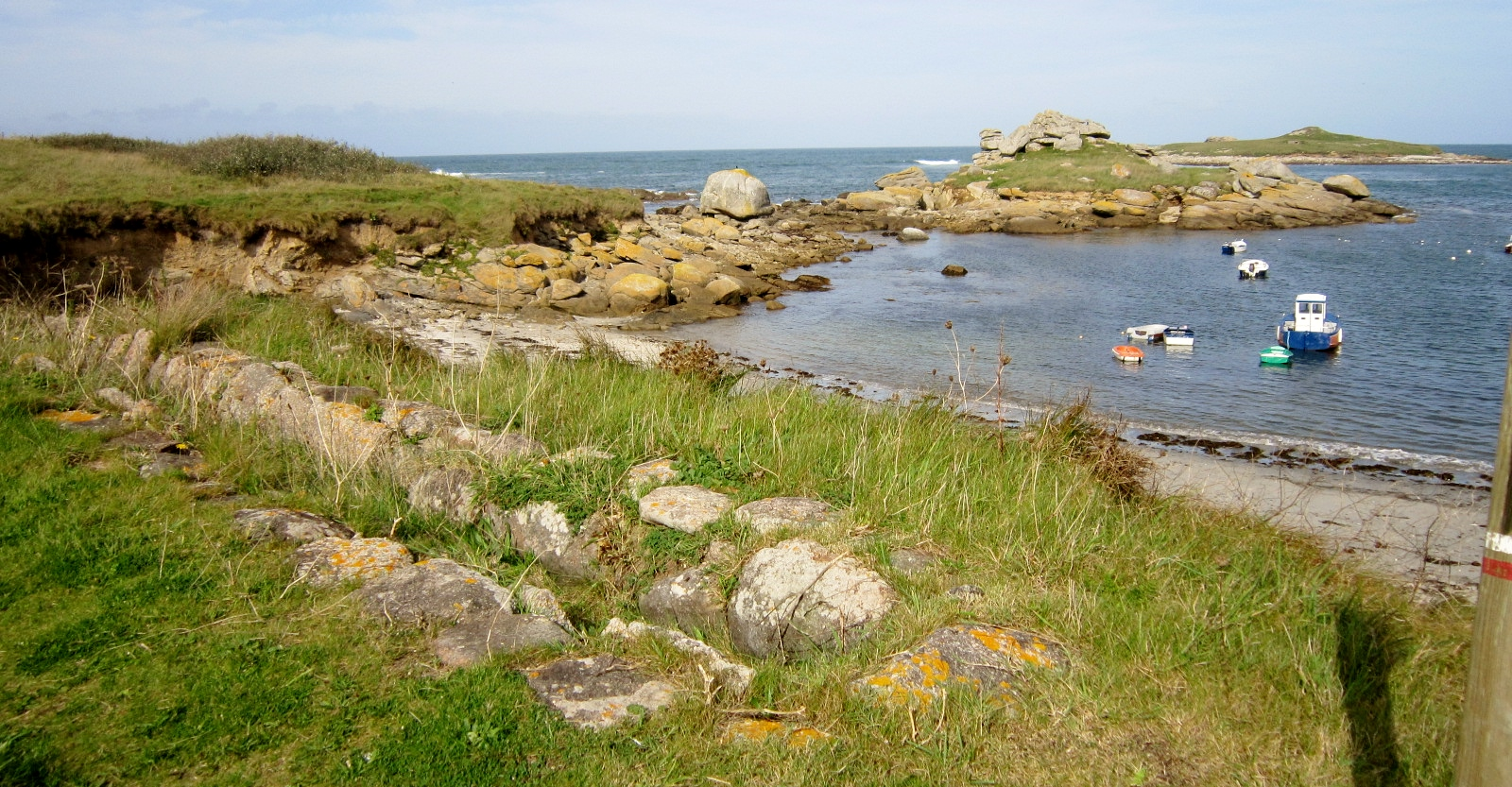
Le littoral à l'est de Porsguen ; à l'arrière-plan l'Île Carn ; au premier plan un four à goémon.

G. Floch, recteur de Ploudalmézeau écrit le 16 décembre 1774 dans une lettre adressée à l'évêque de Léon Jean-François de La Marche, en réponse à l'enquête sur la mendicité dans le Léon (l'orthographe de l'époque a été respectée) :

« L'exécution de la déclaration du Roy du 2 octobre 1772 fera un grand tort à nos Armoriques. La coupe du gouesmon noir y est fixée aux mois de Janvier, Février et Mars. Pendant les deux premiers mois, la saison ne permet pas de le sécher, et pendant le mois de Mars, c'est le fort de leurs ouvrages et même le tems n'est pas encore bien constant. Avant cette déclaration, on coupoit le gouesmon à la fin d'Avril, parce qu'il n'est bon qu'autant qu'on peut bien le sécher, et lors il pouvoient le vendre, ce qu'ils ne pourront plus, et pourtant ces pauvres gens n'ont point d'autres ressources, et d'ailleurs ils ont plus de gouesmons qu'il ne leur en faut, jetté sur les rivages par le flot de la mer. »

#### Les naufragés et le droit de bris
En 1759, une ordonnance de Louis XV ordonne à la paroisse de Guital-Mezeau [Ploudalmézeau] de fournir 35 hommes et de payer 229 livres pour « la dépense annuelle de la garde-côte de Bretagne ».
Les naufrages au large de Ploudalmézeau étaient fréquents, la plupart ayant été oubliés ; parmi ceux dont l'histoire a conservé la trace : Eléphant Blanc de Dunkerque (en 1694), Marie-Françoise de Saint-Malo (en 1697), Dragon Volant d'Amsterdam (en 1699), Bonne Nouvelle (en 1724), Triton (en 1732), Marie-Anne (en 1736), Rose d'Irlande (en 1749), Trois Frères de Rouen (en 1768), Amitié d'Amsterdam (en 1772), Anne de Londres (en 1781), Vénus (en 1786), etc...
Jacques Cambry écrit que « les peuplades établies depuis Guytalmezeau jusqu'à Plouescat sont le plus forcément entraînées vers le brigandage de bris ; elles se précipitent sur la proie que la mer leur amène, avec l'avidité, la brutalité de tygres [tigres] ; on ne peut la leur arracher. Il n'est guère d'année que de gros bâtiments ne viennent s'échouer dans les parages ; ils sont dépouillés par ces malheureux, ou pillés par les commissaires qu'on a chargé de les sauver ».

#### La vie paroissiale
En 1765, l'évêque dut interdire l'église de Ploudalmézeau pour contraindre les paroissiens aux réparations nécessaires.
Un texte de 1770 indique que « les plus beaux chevaux de trait et de carrosse sont élevés dans les environs de Ploumoguer, Plouzané, Ploudalmézeau ».

#### Ploudalmézeau en 1778
Jean-Baptiste Ogée décrit ainsi Ploudalmézeau en 1778 :

« Ploudalmézeau ; sur la côte, à 11 lieues à l'ouest-sud-ouest de Saint-Pol-de-Léon, son évêché ; à 49 lieues de Rennes ; et à 4 lieues ½ de Brest, sa subdélégation et son ressort. Cette paroisse, qui relève du Roi, se nommait jadis Guitalmezeau. On y comte 3 900 communiants, y compris ceux de Saint-Pabu, sa trève ; la cure est présentée par l'Évêque. (...). Ce territoire renferme des terres fertiles et très exactement cultivées. Il se tient dans l'endroit trois foires par an, où il se trouve beaucoup de bestiaux. »

### La Révolution française
Au début de l'année 1789 Louis XVI convoque les États généraux.
Le 5 avril 1789, des cahiers de doléances sont rédigés à Ploudalmézeau. Jean Cabon, cultivateur à Pen ar Valy à Ploudalmézeau, fait partie des rédacteurs et signataires.
A l'issue de la rédaction des cahiers de doléances, ils sont trois hommes à être choisis et élus députés par leurs pairs, :
- Jean Cabon, premier marguillier responsable de la paroisse de Ploudalmézeau et cultivateur à Pen ar Valy (Ploudalmézeau)
- César Marie Le Hir, avocat au Parlement de Bretagne, demeurant à Ploudalmézeau
- François Kerouanton, négociant, demeurant à Ploudalmézeau

César Marie Le Hir fait partie des six commissaires choisis pour la rédaction définitive du cahier de doléances du tiers-état de la sénéchaussée de Brest.
Lors de l'assemblée générale de la paroisse en date du 8 février 1790, Jean Cabon est élu Maire.
La Révolution française fut au départ bien accueillie. En effet, le recteur Goret avait même présidé à l'élection de l'évêque constitutionnel à Quimper, en 1790, moment où l'évêché de Léon a fusionné avec l'évêché de Cornouaille pour former le diocèse de Quimper et Léon. La question religieuse empoisonna cependant rapidement l'atmosphère : dès décembre 1791, une compagnie de douze dragons commandés par le citoyen Berthomme arrête au presbytère de Ploudalmézeau « le ci-devant recteur, deux autres prêtres et quelques gentillâtres qui y étaient réunis un jour de fête de la commune, pour mieux fanatiser les gens simples de leur canton ». La « levée des 300 000 hommes », décidée en mars 1793 pour faire face aux menaces des monarchies européennes, provoqua l'insurrection d'une partie de l'évêché du Léon. Ploudalmézeau fait ainsi partie des paroisses léonardes insurgées. Son maire, François Barbier, est destitué le 16 mars et guillotiné à Brest le 17 avril 1794.
Bernard Jeune, un des persécuteurs de l'époque de la Terreur, raconte :

« La première visite aux prêtres se fit à Ploudalmézeau, en 1791, avec douze dragons dont je faisais partie. (...) Nous arrachâmes du presbytère le ci-devant recteur, deux autres prêtres qui y étaient réunis. (...) À cette époque, nous enlevâmes les curés de la plupart des communes du district. »

François Barbier, né le 6 juin 1733 à Locmaria (Quimper), notaire à Ploudalmézeau, maire, fut condamné à mort pour avoir joué un rôle d'instigateur dans les révoltes contre-révolutionnaires liées au refus de la levée en masse survenues le 13 mars 1793 à Ploudalmézeau, puis à Plabennec et Guipavas les jours suivants ; il fut guillotiné le 9 avril 1793 Place du Château à Brest.
Selon le conseil municipal de Ploudalmézeau, on absorba dix fois plus d'eau-de-vie dans la commune en 1790 qu'en 1788 car les Révolutionnaires avaient supprimé les droits sur les entrées des denrées dans les villes.

### LeXIXesiècle

#### Ploudalmézeau dans la première moitié duXIXesiècle
« Vous connaissez Ploudalmézeau, n'est-ce pas ? Un bourg qui rappelle nos villes du XVe siècle par ses boues et ses misons lézardées ; un grand bourg où il y a cinq gendarmes qui fument sur leur porte et une poste aux lettres qui ne met que trois jours pour vous faire correspondre avec Brest éloigné de cinq lieues » écrit Charles Malo en 1833.
Par un arrêt du 17 juillet 1839, la Cour de cassation a décidé qu'il y avait lieu de condamner des ouvriers de Saint-Pabu qui avaient coupé du goémon sur le territoire de la commune de Ploudalmézeau, même s'ils travaillaient pour le compte d'un habitant de Ploudalmézeau, cette coupe étant exclusivement réservée aux habitants de la commune eux-mêmes.
A. Marteville et P. Varin, continuateurs d'Ogée, décrivent ainsi Ploudalmézeau en 1845 :

« Ploudalmézeau : commune formée par l'ancienne paroisse de ce nom, moins sa trève Saint-Pabu ; aujourd'hui succursale ; chef-lieu de perception. (...) Outre l'église paroissiale, située au centre du bourg, il y a deux chapelles desservies, quoique irrégulièrement. Toutes trois ont leur pardon ; mais aucun de ceux-ci n'est en possession d'attirer la foule. L'agriculture est en progrès dans cette commune, où l'on cultive depuis quelques années de grandes quantités de pommes de terre.Les engrais de mer, très abondants sur cette côte, fournissent annuellement plus de 600 charretées de goémon desséché, qui ne revient pas à plus de 6, 7 et 8 francs la charretée d'environ 2 mètres cubes. Les cultivateurs se livrent en général à l'élève des chevaux, et pour cela font beaucoup de prairies artificielles. La pêche est encore pour les habitants de cette commune une industrie assez fréquente, mais qui n'améliore guère leur position. Tout ce qu'on peut dire de mieux, c'est que l'agriculture n'en souffre pas. (...). Il y a foire le 1er mai, les lundis qui précèdent les vingtièmes jours des mois de janvier, mars, juillet et septembre, et le 20 novembre. Géologie : constitution granitique ; granite exploité sur la côte ; quelques points de granite amphibolique. On parle le breton. »

#### Ploudalmézeau pendant la deuxième moitié duXIXesiècle

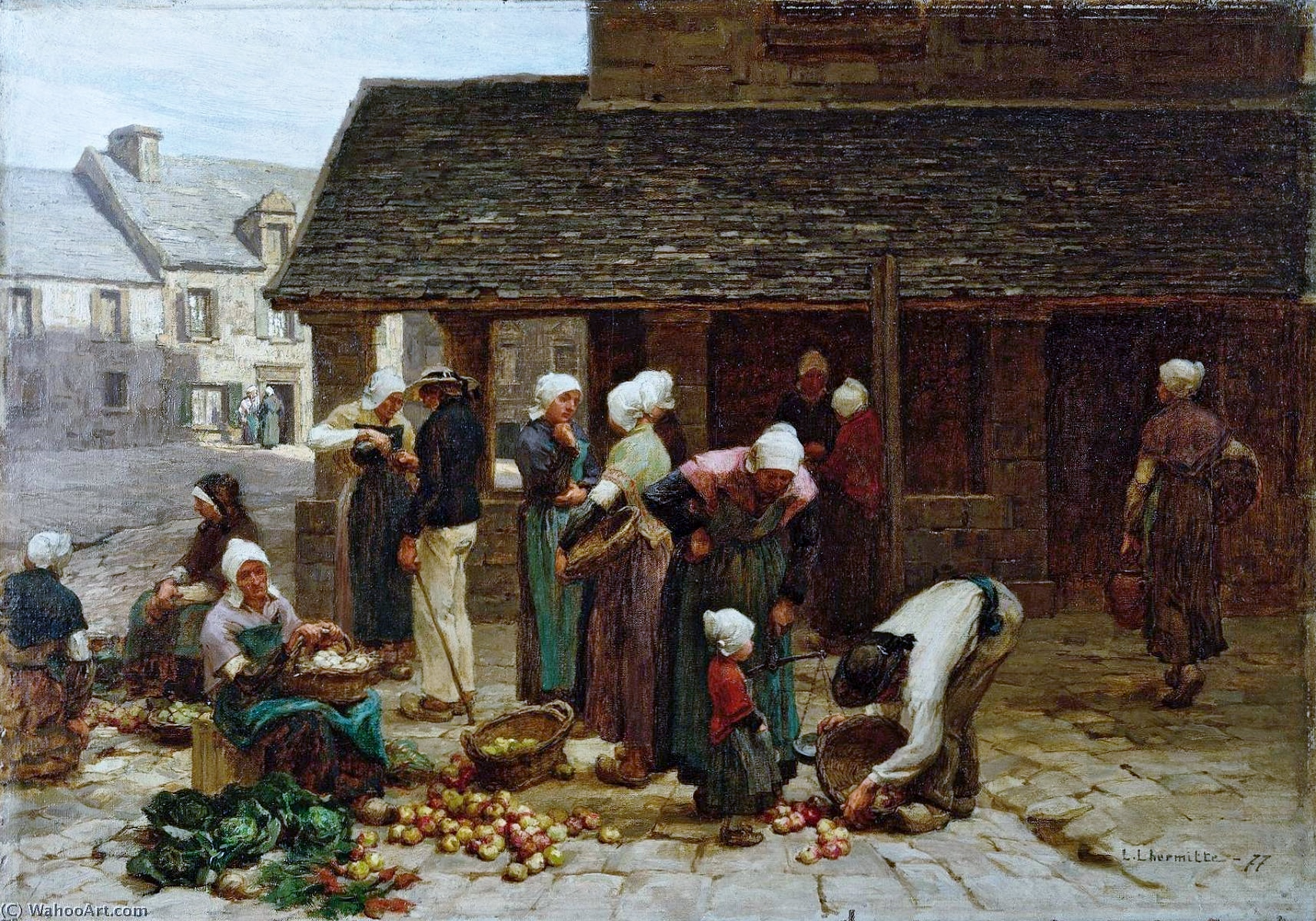
Léon Lhermitte : Marché lieu de Ploudalmézeau, Bretagne (huile sur toile, 1877, Victoria and Albert Museum).

À partir de 1860, une surtaxe sur l'alcool fut perçue à l'octroi de Ploudalmézeau et reconduite pendant plusieurs décennies.
En 1873, un rapport sur la situation sanitaire du département du Finistère indique que cette année-là les affections typhiques ont été plus rares et qu'« elles ne se sont guère montrées qu'à Ploudalmézeau, Landunvez et l'Aber-Ildut ». En 1880, sur 103 décès enregistrés dans la commune, 41 concernent des enfants de moins de 12 ans, soit près de 40%.

#### Le droit de vaine pâture
Le droit de vaine pâture s'exerçait encore couramment au milieu du XIXe siècle :

« Les terrains communaux (...) sont livrés toute l'année au pâturage au profit des habitants des communes possédant ces communs, composés la plupart de dunes et de marais peu susceptibles d'être cultivés ; c'est ce qu'on voit à Lampaul-Plouarzel, à Ploudalmézeau, à Porspoder, à Landunvez, à Rumengol, à Plabennec, à Plouvien, etc. Chacun y envoie son bétail quand et comme bon lui semble ; c'est là encore qu'on dépose et qu'on met à sécher les plantes marines. Seulement de temps en temps, les communes vendent tout ou partie des communs, qui disparaîtront insensiblement et accroîtront la masse des terrains cultivés. (...) Les landes, marais, et généralement tous terrains déclos et non cultivés sont encore soumis à la servitude de vaine pâture. (...) La cessation de l'indivision ne suffit point pour mettre fin à la vaine pâture, il faut encore qu'il y ait clôture des terres. »

En 1899, Ploudalmézeau fait partie des dix-huit seules communes du département du Finistère à déjà posséder une société d'assurance mutuelle, forte de 10 adhérents seulement, contre la mortalité des animaux de ferme, qui assure les chevaux et les bêtes à cornes.

#### Le  culte marial et le pardon de la Saint-Éloi
Le culte marial était une tradition forte notamment dans les paroisses côtières, à cause du grand nombre des marins, lesquels imploraient sa protection face aux dangers de la mer. En réponse à une enquête sur le culte de la Vierge, le curé de Ploudalmézeau écrit en 1856 : « Dans presque tous les ménages, il y a à l'intérieur de la maison une statue de la Sainte Vierge, mais surtout tous tiennent à avoir une image de la Sainte Vierge contre la porte de leur lit ; ce sont sans doute de simples images de papier (...), mais il faut en avoir.

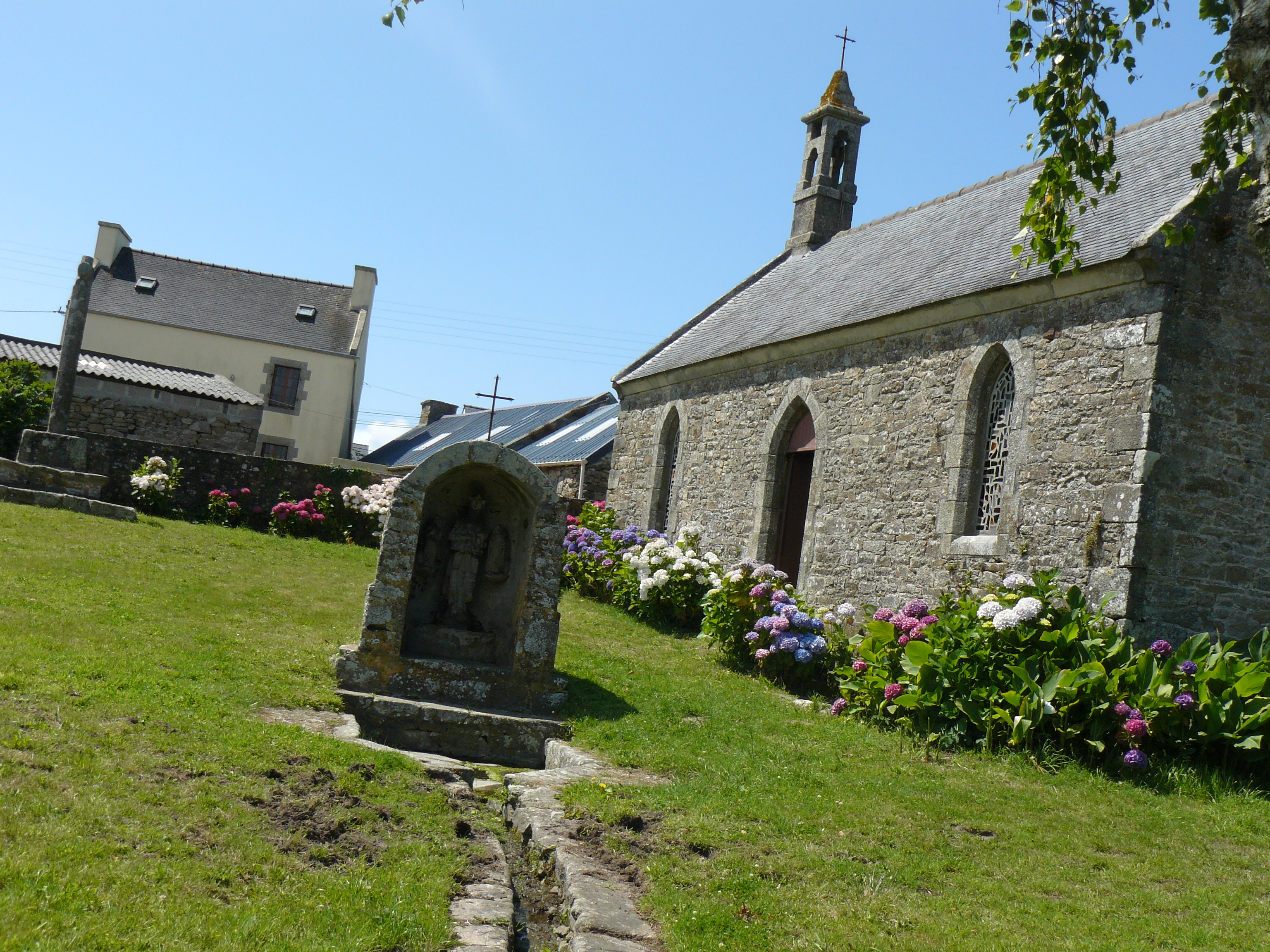
La chapelle Saint-Éloi de Kerlanou : vue extérieure d'ensemble.

Vers 1850, lors des Pardons, « hommes et femmes passaient la nuit tout entière à danser au pied des saints autels », écrit le recteur de Ploudalmézeau.
Le pardon de Saint-Éloi, un "pardon des chevaux", dit aussi pardon de Kerlanou avait lieu chaque été ; les cavaliers et leurs chevaux, venaient effectuer le "Lam Sant Alar", ou saut au-dessus d'un petit ru qui s'écoule de la fontaine, sous l'œil attentif de saint Éloi (en fait saint Alar). Après la messe, les chevaux recevaient la bénédiction et peuvent effectuer leur saut : en 1901 on dénombrait 700 bêtes, 800 en 1902 et 980 en 1903. Ce pardon des chevaux a subsisté jusqu'en 1953.

« À Plouarzel et à Ploudalmézeau, le jour du pardon de Saint-Éloi, on fait faire aux juments un saut par-dessus l'eau qui s'écoule ainsi de la fontaine. C'est le Lamm Sant-Alar, le "saut de Saint-Eloi". La symbolique du saut pardessus l'eau traduit encore des espoirs de fertilité et de fécondité. Le jour du pardon était tellement propice que certains cultivateurs procédaient à des saillies comme l'observa Soaig Joncour à Plouyé en 1913 : Dans le champ précédant l'oratoire, derrière un talus, un paysan faisait saillir sa jument, coutume assez fréquente, paraît-il, surtout pour les juments réputées stériles, par confiance en l'action bénéfique du saint. »

Paul Sébillot évoque encore cette pratique au début du XXe siècle lors du "pardon de saint-Herbot" à Ploudalmézeau.
L'élevage des postiers bretons était une activité importante : "C'est dans le Finistère nord-ouest, depuis Lesneven jusqu'à la pointe Saint-Mathieu, en passant par les cantons de Lannilis, Ploudalmézeau et Saint-Renan, que naissent les chevaux les plus lourds de la race".

#### La reconstruction de l'église paroissiale
L'église paroissiale a été reconstruite en 1857 ; « on n'a conservé de l'ancienne qu'une belle flèche, datant de 1775, et une inscription de 1501, placée au chevet du nouvel édifice. Une croix en pierre, fort ancienne, est encastrée dans un des murs du cimetière ».
Le peintre Yan' Dargent peignit un Purgatoire dans la chapelle des Trépassés et une Descente de croix dans la chapelle du Sacré-Cœur. Il peignit aussi un tableau Pins à Ploudalmézeau.

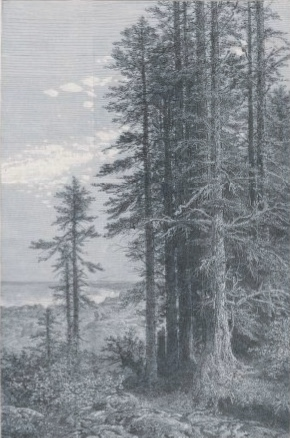
Yan' Dargent : Pins à Ploudalmézeau (vers 1878).

En 1865, les Filles de la Sagesse ouvrent un hospice civil à Ploudalmézeau.

#### Portsall auXIXesiècle

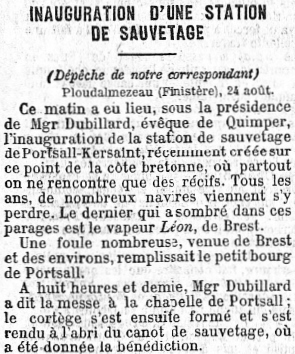
L'inauguration de la station de sauvetage de Portsall (Le Petit Journal du 25 août 1902).

Une usine de produits chimiques fabriqués à partir de la soude provenant de la cendre de goémon existait à Portsall ; Arthur Carof en fut le directeur et un bienfaiteur de la commune de Ploudalmézeau.
Fin XIXe la construction de 67 écoles de hameaux a été autorisée dans le Finistère par deux décrets :
- Le décret du 25 octobre 1881 qui a délégué une subvention pour 18 écoles de hameaux sur l'arrondissement de Quimperlé ; toutes ont été bâties.
- Le décret du 14 mars 1882 qui a délégué une subvention pour 50 écoles de hameaux sur les quatre autres arrondissements du département (Brest, Châteaulin, Morlaix, Quimper) à choisir dans les communes « dont le territoire est le plus étendu et les ressources les plus restreintes » ; 49 ont été bâties dont 1 à Portsall[65].

Portsall est ainsi décrit en 1889 :

« À 4 kilomètres du bourg [de Ploudalmézeau] se trouve le petit port de Portsal [Portsall], qui a une certaine importance, et où une station de sauvetage a été créée en 1868. Il se compose de trois anses distinctes ; la première, qui est le port proprement dit, et au fond de laquelle s'élève le village (...) ; la deuxième est l'anse de Kersaint et la troisième celle de Trémazan (...). Le port, dont l'intérieur est de sable fin et au milieu duquel se trouve un massif de rochers ne couvrant que dans les grandes marées, est d'un accès difficile, à raison des nombreux écueils qui s'étendent au large, devant son entrée, et qui sont connus sous la dénomination générale de "Roches de Portsal" ; il assèche complètement ; les navires de 3 mètres de tirant d'eau ne peuvent y entrer qu'à vives eaux, et, dans la mauvaise saison, la violence du ressac y rend leur séjour dangereux. L'anse de Kersaint est parsemée de petites roches. Plusieurs passes conduisent à Portsal, mais toutes sont d'un abord difficile et, malgré les amers qui les balisent, l'accès au port est presque impossible la nuit. Abrité de la mer du large par un petit brise-lames, de 60 mètres de longueur, établi à la pointe de Bar-a-Lann, le port possède deux cales, qui ne sont pas accostables pour les navires ; les embarcations seules peuvent y aborder, à certaines heures des marées ; le ressac y est très violent. »

« Malgré les inconvénients qu'il présente, ce port, où il se fait un commerce assez considérable, semble appelé à voir augmenter son importance ; le mouvement commercial y est alimenté par deux grandes usines de produits chimiques, construites dans son voisinage, et par la proximité de Ploudalmézeau, qu'il approvisionne, ainsi que les environs. Il vient à Portsal, chaque année, de 60 à 70 navires, et une soixantaine de bateaux de pêche en dépendent. »

Une barque de Portsall sombra non loin de Brest le 3 septembre 1890 ; les deux marins à bord périrent noyés.
Le 17 juin 1896 le canot de sauvetage de Portsall, Ernest et Suzanne de Saint-Faron de la Société centrale de sauvetage des naufragés (ancêtre de la Société Nationale de Sauvetage en Mer) partit, mais en vain, à la recherche de survivants du Drummond Castle ; par contre ce jour-là et les deux jours suivants, neuf corps de naufragés du Drummond Castle raidis par le froid furent repêchés à trois milles des Roches de Portsall et débarqués sur les grèves du port de Portsall. Une chapelle ardente fut dressée, l'émotion était considérable. Des prières et des messes furent dites en mémoire des disparus. D'autres corps furent retrouvés les semaines suivantes ; l'ambassadeur de Grande-Bretagne vint en visite à Ploudalmézeau le 24 avril 1897.
La nouvelle station de sauvetage de Portsall fut inaugurée le 24 août 1902 par Mgr Dubillard, évêque de Quimper et Léon.

#### Une vie politique parfois agitée
Des polémiques éclatèrent en 1897 jusqu'à la Chambre des députés concernant l'attitude du clergé de Ploudalmézeau, et notamment du recteur, l'abbé Grall, qui soutenait dans la 3e circonscription de Brest (selon le journal Le Matin, Ploudalmézeau représentait dans cette circonscription « l'esprit clérical » face à Plouguerneau qui représentait « l'esprit modéré ») la candidature de l'abbé Gayraud (lequel fut élu député) contre celle du comte de Blois lors des élections législatives. L'abbé Grall, ainsi que le curé de Lannilis, l'abbé Ollivier, virent leur traitement suspendu par le ministre des cultes.

### LeXXesiècle

#### La Belle Époque
Le 10 novembre 1902, lors d'une réunion de maires à Lesneven dans le but de se concerter afin de lutter contre la circulaire d'Émile Combes interdisant l'emploi de la langue bretonne dans les églises, Jules Fortin, maire de Ploudalmézeau est d'avis de signer le certificat sans s'inquiéter de savoir si les curés ont enseigné le catéchisme en breton. « De cette façon, dit-il, le curé sera payé. Le préfet, sans doute, viendra nous dire que nous avons signé un document inexact. Mais n'importe (...) ».
En janvier 1903, les conseils municipaux de Ploudalmézeau, Plouguerneau et Lannilis signalent une profonde misère en raison de la crise de la pêche ; les pêcheurs de Portsall et l'Aber-Wrac'h demandent que des secours immédiats leur soient accordés. Le journal La Croix indique dans son numéro du 28 janvier 1903 que « le comité brestois a distribué des secours aux pêcheurs », notamment à ceux de Ploudalmézeau et Portsall.
En 1904, un décret du gouvernement Combes, pris en vertu de la loi sur les congrégations, entraîne la fermeture de l'école congréganiste tenue par les Frères des écoles chrétiennes à Ploudalmézeau. L'école des filles, tenue par la congrégation des Filles de la sagesse, fut aussi laïcisée. Le recteur refusait alors l'absolution aux parents qui mettaient leurs enfants à l'école publique.
La ligne ferroviaire des Chemins de fer départementaux du Finistère venant de Brest et Saint-Renan est mise en service jusqu'à Ploudalmézeau le 14 juillet 1893 ; le tronçon entre Ploudalmézeau et Portsall ouvre en 1899 et la ligne est prolongée jusqu'à Porspoder en 1913, ce dernier tronçon étant exploité par les Chemins de fer armoricains. L'ensemble de cette ligne ferma en 1935.

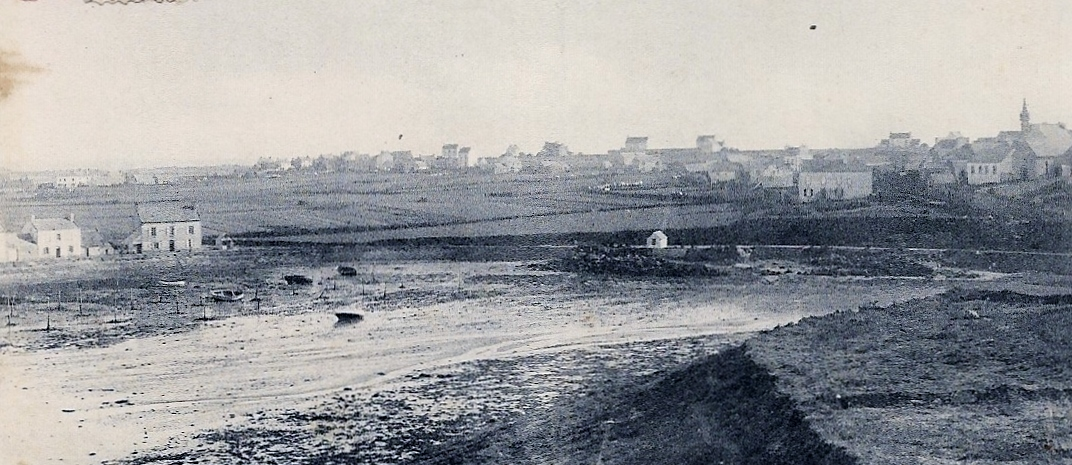
Le port de Portsall vers 1900 (carte postale).
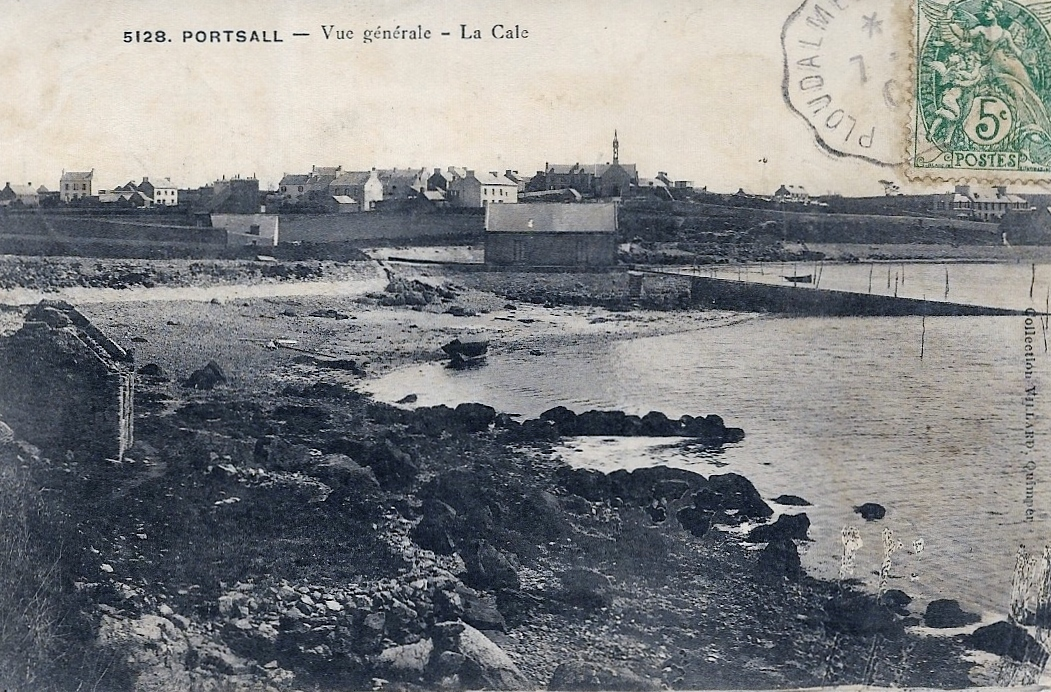
Le port de Portsall vers 1900 (carte postale Villard).
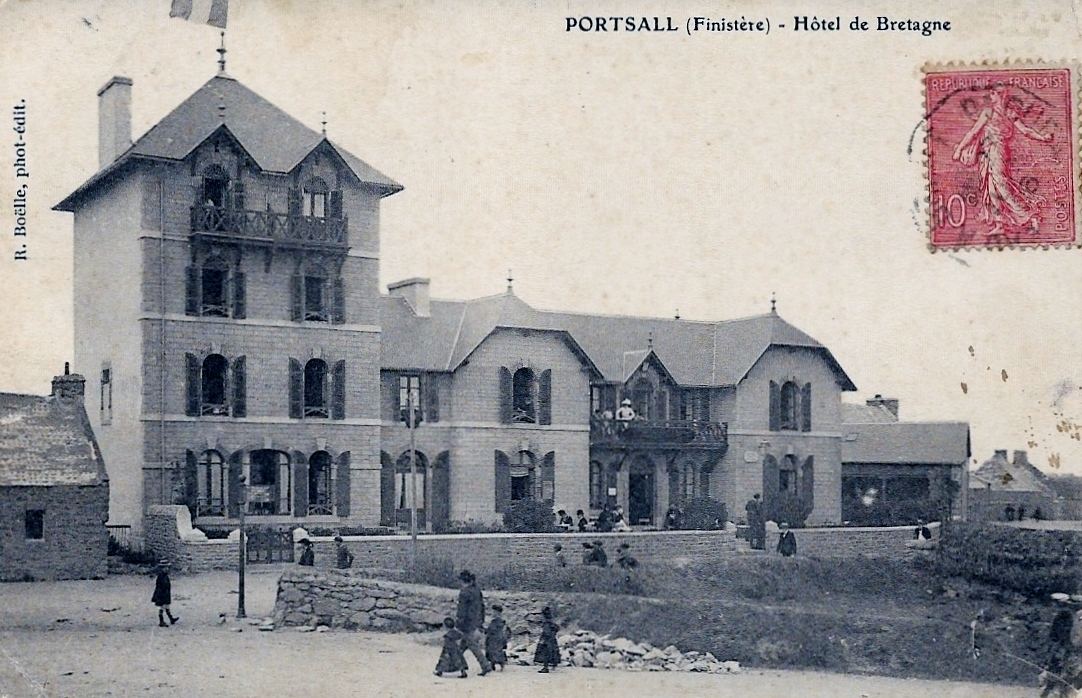
Portsall : l'hôtel de Bretagne vers 1900.
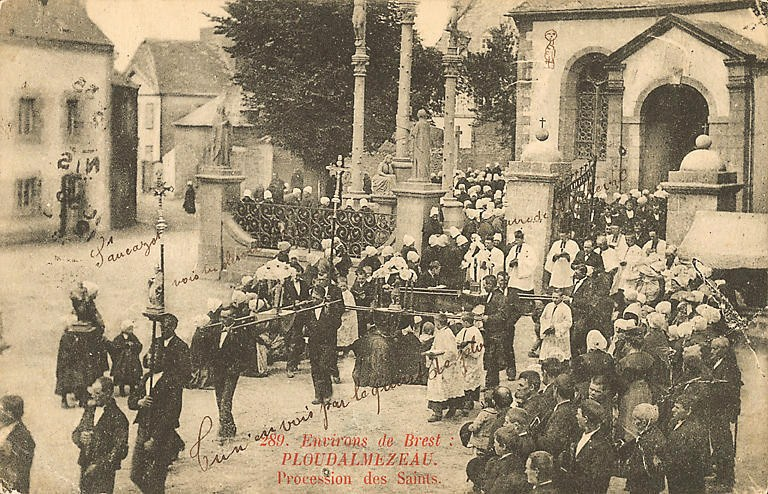
Ploudalmézeau : la procession des saints en 1908 1.
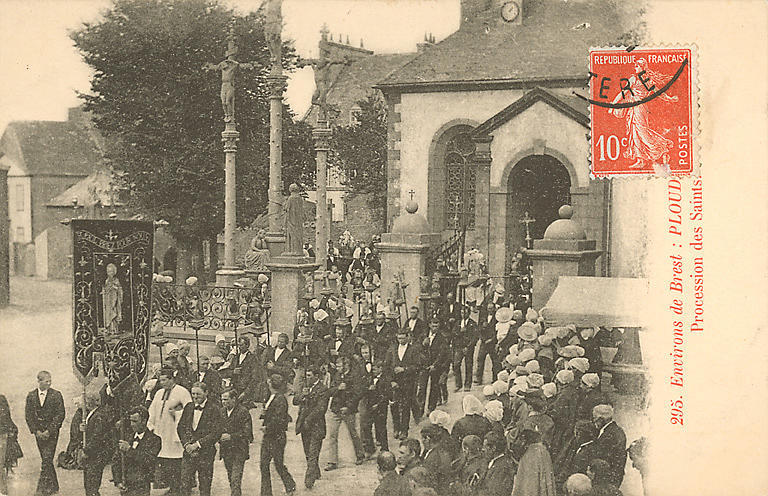
Ploudalmézeau : la procession des saints en 1908 2.
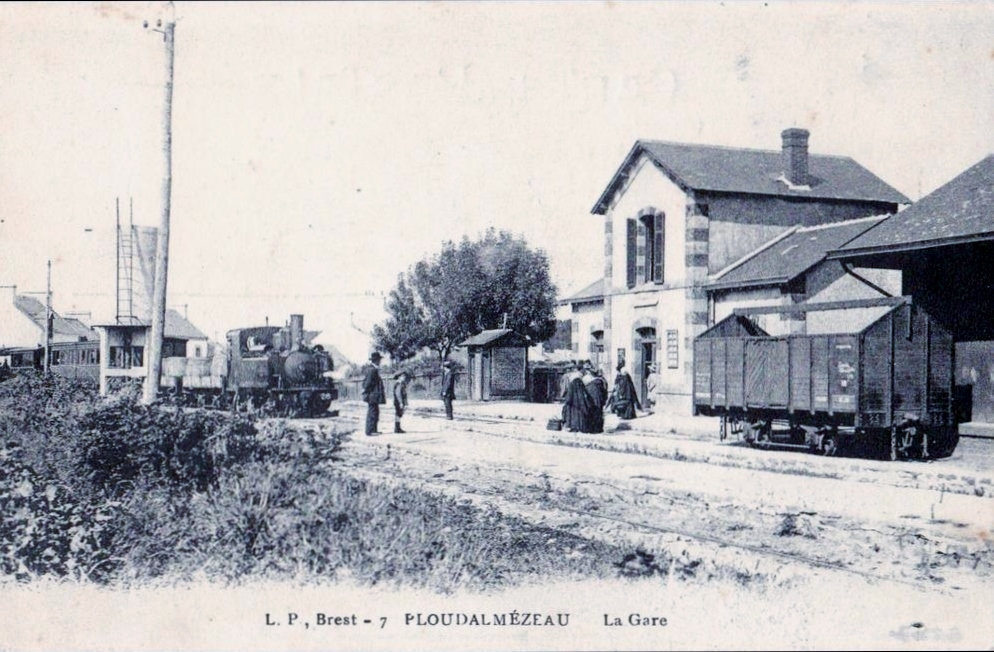
La gare de Ploudalmézeau vers 1910.

En février 1905 des cadavres de marins du steamer allemand naufragé Jeannette-Woremann, de Hambourg, furent rejetés à la côte entre Tréflez et Ploudalmézeau. Début janvier 1906, huit marins-pêcheurs de Portsall et Saint-Pabu furent poursuivis par le parquet de Brest, sur plainte du consul anglais, pour vols à bord de l' Unzumbi, navire naufragé. En décembre 1907, un grand voilier, le Regina-Genova, sombra au large de Portsall : de nombreuses épaves et deux cadavres furent retrouvés sur les grèves voisines. Le 27 juillet 1912 l'Helen, chargé de soude, se perdit corps et biens au large de Porsall ; le naufrage fit deux victimes.
Le patronage catholique des Arzelliz fut créé en 1906, mais une troupe théâtrale de la Jeunesse catholique bretonne y existait déjà antérieurement, jouant des pièces de théâtre à thème religieux. On commença à y jouer au football dès 1910 au moins.
En avril 1910, le congrès eucharistique de Ploudalmézeau dura deux jours : le mardi de Pâques, « l'affluence des fidèles, aux costumes si variés et si pittoresques, était telle qu'il a fallu célébrer les messes en plein air. À la procession de l'après-midi, près de 5 000 assistants, parmi lesquels on comptait 1 500 à 2 000 hommes, se sont fait un honneur d'escorter le Très Saint Sacrement qu portait Mgr l'Évêque. Le défilé a duré une heure (...) ».
Marie Milin, sage-femme très dévouée, mourut accidentellement en 1918 alors qu'elle se rendait pratiquer un accouchement à domicile. Une rue de Ploudalmézeau porte son nom.

#### La Première Guerre mondiale

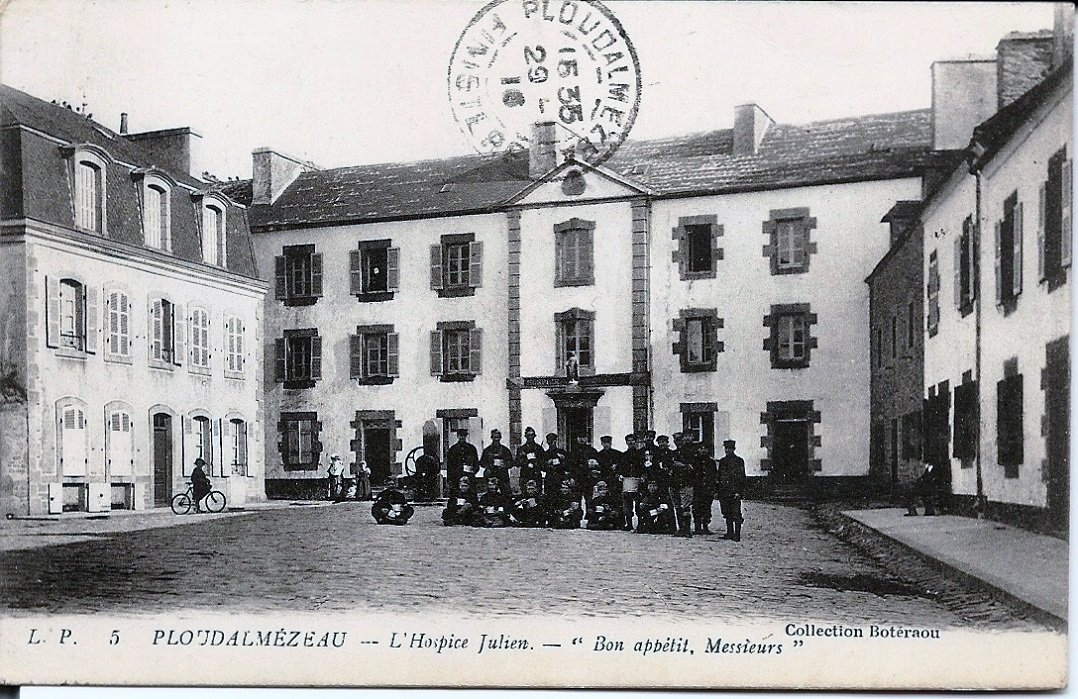
L'hospice Julien (transformé en hôpital temporaire pendant la Première Guerre mondiale).

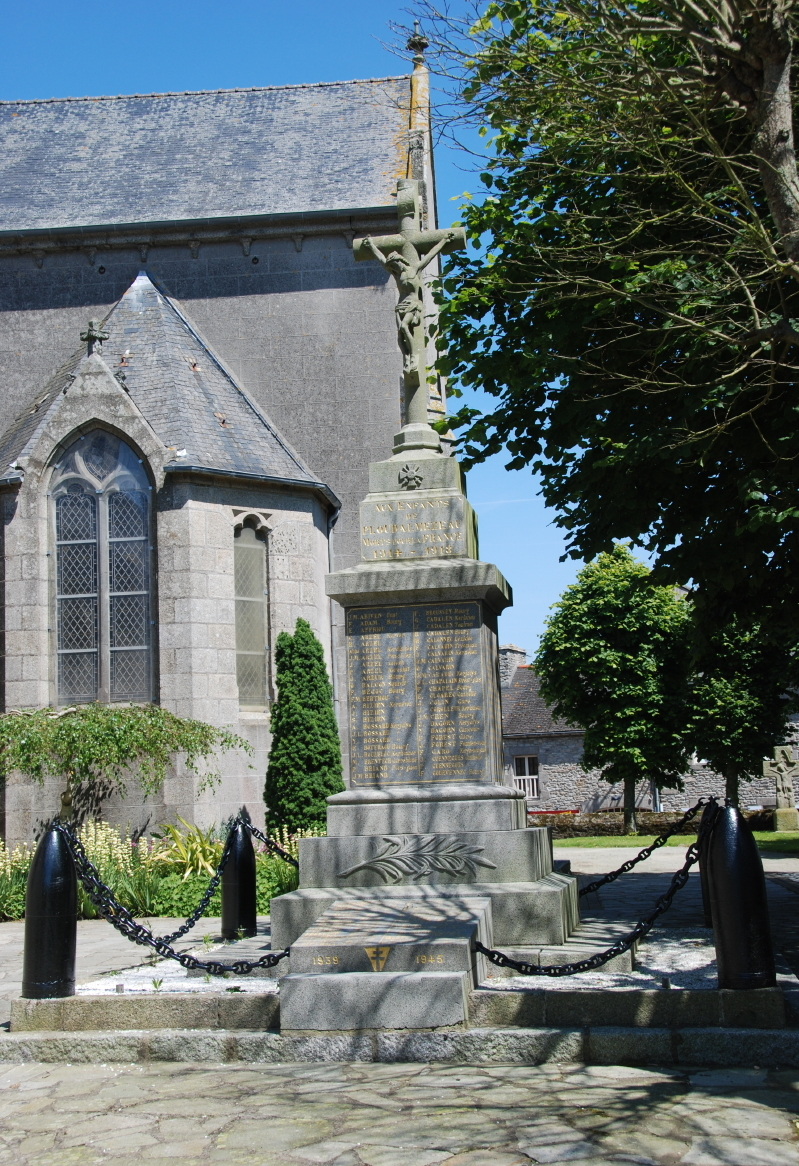
Monument aux morts de Ploudalmézeau (Finistère)

Le monument aux morts de Ploudalmézeau porte les noms de 197 personnes mortes pour la France dont 1 (Eugène Ropars, marsouin au 1er bataillon d'infanterie coloniale, tué le 13 novembre 1914 lors de la bataille d'Elhri (Maroc), 142 pendant la Première Guerre mondiale ; parmi ces derniers, certains sont morts sur le front belge (par exemple Noël Paul, caporal au 71e régiment d'infanterie, tué à l'ennemi dès le 21 août 1914 à Arsimont) ; Olivier Calvarin et Claude Arzel, tous deux soldats au 19e régiment d'infanterie et tués à l'ennemi le 22 août 1914 à Maissin ainsi que Jean Calvarin, soldat au 124e régiment d'infanterie, tué le même jour à Virton ; Auguste Bossard, soldat au 19e régiment d'infanterie, tué le 28 août 1914 à Libin ; Guillaume Kerreneur, le 9 octobre 1914 à Melle lors de la bataille de l'Yser ; Jean Le Gall, tué à l'ennemi le 10 novembre 1914 à Dixmude lors de la Première bataille d'Ypres et Jean Forest, tué à l'ennemi le 26 octobre 1915, également à Dixmude, tous trois matelots dans la brigade de fusiliers marins ; Joseph Pellen, soldat au 166e régiment d'infanterie, tué à l'ennemi le 23 octobre 1918 à Gottem lors de la Bataille de la Lys) ; d'autres sont des marins disparus en mer (par exemple Yves Pichon, quartier-maître canonnier, le 18 mars 1915 lors du naufrage du cuirassé Bouvet lors de la Bataille des Dardanelles ; François Garo, matelot canonnier, disparu en mer le 3 décembre 1916 lors du naufrage de la canonnière Surprise torpillée dans la baie de Funchal (Madère) par le sous-marin allemand U38 ; Pierre Arzel, quartier-maître électricien, disparu en mer le 27 décembre 1916 lors du naufrage du cuirassé Gaulois en mer Égée ; François Vaillant, matelot à bord de l'Amérique, un chalutier transformé en patrouilleur auxiliaire, qui sauta sur une mine allemande devant Penmarch le 24 mars 1917) ; Jean Menguy, prêtre, infirmier pendant la guerre, est mort de maladie le 7 novembre 1918 à Salonique (Grèce) lors de l'expédition de Salonique ; la plupart des autres sont morts sur le sol français, dont par exemple Pierre Le Gall, canonnier au 4e régiment d'artillerie lourde, mort des suites de ses blessures le 28 septembre 1914 à l'hôpital temporaire de Bourges (Cher) et décoré de la Croix de guerre. Jean Bossard est mort en captivité en Allemagne le 12 novembre 1918, soit le lendemain de l'armistice. Un site Internet présente les photographies des listes des morts pour la France de Ploudalmézeau.
Claude Perhirin (matelot sur un torpilleur de la base de Bizerte) est mort, mais de maladie, le 29 janvier 1919 à Ferryville (Tunisie).

#### L'Entre-deux-guerres
En 1922 à Ploudalmézeau, il y a trois filles à l'école publique des filles et 304 à l'école privée catholique. Le président de la section diocésaine de l'Union des associations catholiques des chefs de famille écrit en 1923 : « À Ploudalmézeau nous avons demandé la fermeture d'une école publique déserte ; on a de suite recruté, coûte que coûte, et pour embrigader certains enfants pauvres, on leur a payé des vêtements ».
Les 22 et 23 août 1925 de grandes fêtes furent organisées à Ploudalmézeau lors du transfert d'une relique de saint Vincent Ferrier découverte peu de temps avant.
Yves Prigent, né le 11 décembre 1833 à Portsall, mort le 18 mai 1937 à Portsall, fut considéré en 1937 comme le doyen des français ; ancien marin, ayant participé notamment à la Guerre de Crimée, il fut décoré de la Médaille militaire en 1937.
Selon une étude publiée en 1938, sur 11 163 personnes recensées dans le doyenné de Ploudalmézeau, 298 seulement s'abstenaient de "faire leurs Pâques", c'est-à-dire de communier au moins une fois l'an aux environs de la fête de Pâques.
Célestin Lainé, un des chefs de Breiz Atao, a vécu sa jeunesse et sa vie de jeune adulte (il était ingénieur) à Ploudalmézeau pendant l'Entre-deux-guerres. Il fut par la suite membre du Bezen Perrot et da la Waffen SS pendant la Seconde Guerre mondiale.

#### LaSeconde Guerre mondiale
La ville compta de nombreux résistants, comme Henri Provostic, Édouard Quéau, Yves Talarmain, Joseph Lusven, etc., actifs au sein d'un réseau nommé bataillon de Ploudalmézeau.

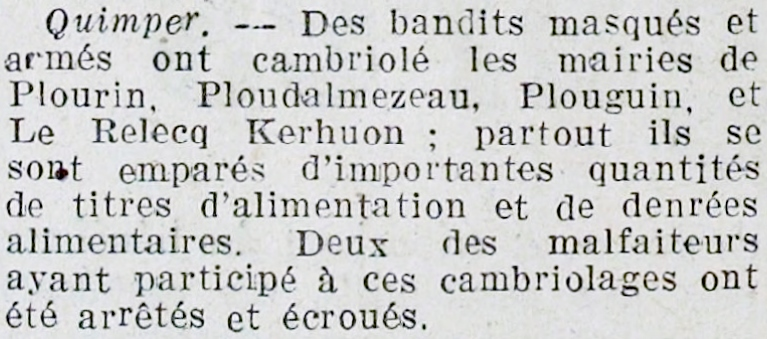
Un acte commis par des résistants et présenté comme commis par des "bandits masqués et armés" par la presse collaborationniste (journal L'Œuvre du 28 janvier 1944).

Le monument aux morts de Ploudalmézeau porte les noms de 48 personnes mortes pour la France pendant la Seconde Guerre mondiale ; parmi elles plusieurs sont des marins disparus en mer, par exemple Jean Le Borgne, disparu en mer le 3 mai 1940 lors du naufrage du contre-torpilleur Bison en mer de Norvège ; François Talarmain, matelot gabier, disparu en mer le 13 juin 1940 lors du naufrage du croiseur auxiliaire Granville près de Saint-Valery-en-Caux pendant la débâcle ; Paul Forjonel (premier maître fourrier), Guillaume Guéguen (quartier-maître chauffeur), Gabriel Hall (quartier-maître canonnier), François Kerhuel (matelot gabier), Jean Le Gall (matelot charpentier), Jean Le Meur (matelot mécanicien), Yves Le Roux (quartier-maître canonnier), Jean Pellen (quartier-maître canonnier), Jean Quémeneur (matelot canonnier), Joseph Raguénès (second maître chauffeur), et Joseph Stéphan (quartier-maître chauffeur), disparus tous les onze à bord du cuirassé Bretagne le 3 juillet 1940 lors de l'attaque anglaise de Mers el-Kébir ; Joseph Le Borgne (quartier-maître chauffeur), disparu le même jour lors de la même attaque à bord du cuirassé Dunkerque ; Olivier Laot, matelot chauffeur, disparu en mer le 8 novembre 1942 lors du naufrage du torpilleur Fougueux au large de Casablanca (Maroc) et Marcel Le Gall, second maître mécanicien, disparu en mer le 13 novembre 1942 lors du naufrage du sous-marin Le Conquérant, tous deux lors de l'opération Torch ; Victor Arzel, second maître de manœuvre, disparu le 28 novembre 1943 lors du naufrage du Béryl, un bateau arraisonneur-dragueur, près du cap Varella (Indochine) ; Émile Colin, maître électricien, disparu en mer le 25 octobre 1944 lors du naufrage du dragueur de mines D-202 qui sauta sur une mine près de Sète ; Yves Salaun, quarter-maître manœuvre, membre des Forces françaises libres, disparu en mer le 23 février 1945 lors du naufrage de La Combattante.
Un bombardier britannique Hampden s'écrase au lieu-dit Le Sanou en Ploudalmézeau le 24 juillet 1941 faisant trois morts : les deux sergents mitrailleurs Albert Bertram Cooper et Donald Parkin et le navigateur Peter Gordon Anderson (enterrés dans le cimetière de Ploudalmézeau) ; deux aviateurs parviennent à sauter en parachute : le pilote canadien Robert Benjamin Barr et l'opérateur radio James Wiggall (blessés, ils furent faits prisonniers par les Allemands).
Le 5 avril 1943, plusieurs bombardiers anglais, après avoir bombardé Brest, sont attaqués sur le chemin de leur retour par des avions allemands qui ont décollé du terrain  d'aviation de Guipavas : deux avions Lockheed Ventura anglais s'abîment en mer dans la Manche, un troisième en fit autant peu avant le retour sur la base aérienne britannique de Portreath ; un quatrième s'écrase à Lestréhoné en Ploudalmézeau, les quatre aviateurs victimes sont H. E. Blundell (de la Royal Air Force), T. C. Du Bose, E. A. Norman et K. E. Price (tous trois de la Royal Canadian Air Force). Leurs tombes se trouvent dans le cimetière de Ploudalmézeau. Un avion allemand fut aussi abattu lors de ces combats aériens.
Le 24 avril 1944 un groupe de résistants, dirigés par Georges Dauriac du réseau Défense de la France vole des tickets de rationnement, ce qu'ils avaient déjà fait deux fois antérieurement et s'enfuient à bord d'une automobile Citroën, mais ratent un virage et heurtent un poteau électrique. Yves Hily, qui conduisait le véhicule, est arrêté par les Allemands ainsi que deux autres résistants Julien Kervella et Gaston Viaron : tous trois furent fusillés au fort du Bouguen à Brest le 10 juin 1944. Georges Dauriac, blessé à la suite de l'accident, parvint à s'enfuir et même à se faire soigner clandestinement dans une clinique brestoise.
Un ancien habitant de Ploudalmézeau, Yves Fourn, a raconté ses Souvenirs de l'Occupation à Ploudalmézeau, évoquant entre autres un camp allemand composé de trois baraquements au lieu-dit Dirichou, la réquisition de l'école primaire de garçons Saint-Joseph, l'occupation des deux-tiers de la place aux Chevaux, actuelle place du Général-De-Gaulle, par l'Organisation Todt pour la fabrication du ciment utilisé pour la construction des bunkers du mur de l'Atlantique. Il évoque également l'assassinat le 6 août 1944, au cours de la messe dominicale, d'un officier russe de l'armée Vlassov (à l'automne 1943, un fort contingent de soldats russes de l'armée Vlassov occupent un camp à Lézérouté près du port de Portsall, surveillant les fortifications littorales), tué par des FFI de passage. Gabriel Bizien était un résistant actif qui se fit embaucher par l'Organisation Todt pour mieux pouvoir renseigner le réseau de résistance « Quand même » auquel il appartenait ; il fut arrêté à la suite de cet assassinat, emmené au camp russe de Lézérouté, atrocement torturé, puis exécuté.
Le 11 ou le 12 août 1944, une colonne motorisée américaine libère Ploudalmézeau et les troupes américaines établissent un camp au Castel en Ploudalmézeau où ils restent jusqu'à la fin du mois de septembre 1944.

#### L'après Seconde Guerre mondiale

L'ancre de l'Amoco à Portsall

Trois soldats originaires de Ploudalmézeau sont morts pour la France pendant la guerre d'Indochine et deux pendant la guerre de Corée.
En 1951, a été créé sur le territoire de Ploudalmézeau, la paroisse de Port-Sall (noté Portsall en 1394, du breton porz, port et sal, château), dédiée à Notre-Dame du Scapulaire.
Le 16 mars 1978, un pétrolier géant, l'Amoco Cadiz, avec en cale 232 182 tonnes de pétrole brut, s'échoue sur les roches de Portsall.

## Politique et administration
Ploudalmezeau fait partie de la communauté de communes du Pays d'Iroise. Elle est jumelée avec Cullompton (Royaume-Uni).

### Liste des maires
| Période                                  | Période                | Identité                       | Étiquette            | Qualité |
| ---------------------------------------- | ---------------------- | ------------------------------ | -------------------- | --- |
| 8 février 1790                           | 27 novembre 1791       | Jean Cabon                     |                      | Cultivateur à Pen ar Valy. Élu député le 5 avril 1789, à l'issue de la rédaction des cahiers de doléances, |
| 27 novembre 1791                         | 16 mars 1793           | François Barbier               |                      | Notaire. Destitué lors de l'insurrection paysanne léonarde de mars 1793. Condamné à mort comme contre-révolutionnaire le 09/04/1793 à la suite de la bataille de Kerguidu. Guillotiné à Brest le 17 avril 1793. |
| 16 mars 1793                             | 23 février 1794        | Gilbert-Jean Carof de Kervezec |                      | Receveur des fermes de Bretagne. Juge de paix. |
| 23 février 1794                          | 8 décembre 1795        | Pierre Jaouen                  |                      | Cultivateur à Lestremeur. |
| 8 décembre 1795                          | 1800                   | Guillaume Le Balc'h            |                      | Notaire |
| 1800                                     | 1807                   | Yves Guéguen                   |                      | Instituteur. |
| 1807                                     | 1815                   | Jacques Riou                   |                      | Marchand de vin. |
| 1815                                     | 1816                   | Joseph Le Balc'h               |                      | Notaire. Fils de Guillaume Le Balc'h, maire entre 1795 et 1800. |
| 1817                                     | 1828                   | Maurice Rosec-Maisonneuve      |                      | Médecin. |
| 1828                                     | 1835                   | Jean-Vincent Colin             |                      | Capitaine au commerce. Commerçant. |
| 1835                                     | 1840                   | Maurice Rosec-Maisonneuve      |                      | Déjà maire entre 1817 et 1828. |
| 1840                                     | 1864                   | Alexis Julien                  |                      | Notaire. Il fit un legs important permettant la construction% de l'hospice Julien. |
| 1864                                     | 1898                   | Bénoni Guillard                |                      | Notaire. Conseiller d'arrondissment. |
| 1898                                     | 1942                   | Jules Fortin                   | Républicain puis PDP | Avocat, gendre de son prédécesseur. Conseiller général. Sénateur entre 1908 et 1921. |
| 1942                                     | 1944                   | Jean Carof                     |                      | Ingénieur agronome. |
| 1944                                     | 29 avril 1945          | François Kerleroux             |                      | Président de la Délégation Spéciale. Cultivateur, puis commerçant. |
| 29 avril 1945                            | avril 1956 (démission) | Jean Caraës                    |                      | Médecin. |
| mai 1956                                 | 19 mai 1961            | François Squiban               |                      | |
| 19 mai 1961                              | 18 mars 2001           | Alphonse Arzel                 | CD puis UDF-CDS      | Agriculteur. Sénateur (1980-1998), Conseiller général (1967-1985) |
| 18 mars 2001                             | mars 2025 (démission)  | Marguerite Lamour              | UDF puis UMP-LR      | Employée. Députée (2002-2012). Conseillère départementale depuis 2015. |
| mars 2025                                | En cours               | David Carréga                  |                      | Chef du centre d'incendie et de secours de Ploudalmézeau |
| Les données manquantes sont à compléter. |                        |                                |                      | |

## Population et société

### Démographie

#### Évolution démographique
L'évolution du nombre d'habitants est connue à travers les recensements de la population effectués dans la commune depuis 1793. Pour les communes de moins de 10 000 habitants, une enquête de recensement portant sur toute la population est réalisée tous les cinq ans, les populations de référence des années intermédiaires étant quant à elles estimées par interpolation ou extrapolation. Pour la commune, le premier recensement exhaustif entrant dans le cadre du nouveau dispositif a été réalisé en 2008.
En 2022, la commune comptait 6 440 habitants, en évolution de +2,21 % par rapport à 2016 (Finistère : +2,16 %, France hors Mayotte : +2,11 %).
| 1793  | 1800  | 1806  | 1821  | 1831  | 1836  | 1841  | 1846  | 1851  |
| ----- | ----- | ----- | ----- | ----- | ----- | ----- | ----- | ----- |
| 2 701 | 2 906 | 2 738 | 2 881 | 3 023 | 3 085 | 3 209 | 3 234 | 3 219 |

| 1856  | 1861  | 1866  | 1872  | 1876  | 1881  | 1886  | 1891  | 1896  |
| ----- | ----- | ----- | ----- | ----- | ----- | ----- | ----- | ----- |
| 3 220 | 3 267 | 3 252 | 3 148 | 3 341 | 3 240 | 3 205 | 3 286 | 3 305 |

| 1901  | 1906  | 1911  | 1921  | 1926  | 1931  | 1936  | 1946  | 1954  |
| ----- | ----- | ----- | ----- | ----- | ----- | ----- | ----- | ----- |
| 3 436 | 3 465 | 3 725 | 3 977 | 3 946 | 3 867 | 3 802 | 4 142 | 4 177 |

| 1962  | 1968  | 1975  | 1982  | 1990  | 1999  | 2006  | 2008  | 2013  |
| ----- | ----- | ----- | ----- | ----- | ----- | ----- | ----- | ----- |
| 4 190 | 4 297 | 4 464 | 4 771 | 4 874 | 4 994 | 5 831 | 6 070 | 6 263 |

| 2018  | 2022  | - | - | - | - | - | - | - |
| ----- | ----- | - | - | - | - | - | - | - |
| 6 292 | 6 440 | - | - | - | - | - | - | - |

#### Pyramide des âges
En 2018, le taux de personnes d'un âge inférieur à 30 ans s'élève à 30,9 %, soit en dessous de la moyenne départementale (32,5 %). À l'inverse, le taux de personnes d'âge supérieur à 60 ans est de 31,4 % la même année, alors qu'il est de 29,8 % au niveau départemental.
En 2018, la commune comptait 3 051 hommes pour 3 241 femmes, soit un taux de 51,51 % de femmes, légèrement supérieur au taux départemental (51,41 %).
Les pyramides des âges de la commune et du département s'établissent comme suit.
| Hommes | Classe d’âge | Femmes |
| ------ | ------------ | ------ |
| 0,8    | 90 ou +      | 2,1    |
| 8,3    | 75-89 ans    | 12,1   |
| 18,6   | 60-74 ans    | 20,7   |
| 21,9   | 45-59 ans    | 18,6   |
| 17,3   | 30-44 ans    | 17,5   |
| 13,4   | 15-29 ans    | 12,3   |
| 19,7   | 0-14 ans     | 16,7   |

| Hommes | Classe d’âge | Femmes |
| ------ | ------------ | ------ |
| 0,7    | 90 ou +      | 2,2    |
| 7,8    | 75-89 ans    | 11,5   |
| 19,2   | 60-74 ans    | 20,1   |
| 20,8   | 45-59 ans    | 19,7   |
| 17,7   | 30-44 ans    | 16,6   |
| 17,1   | 15-29 ans    | 14,7   |
| 16,8   | 0-14 ans     | 15,2   |

### Manifestations et festivités
- Fête des Fleurs en mai.
- Port en Fête en août
- Wadada Festival en juin, autour des musiques world, rock, dub, reggae[114]
- Circuit d'Armorique, course cycliste (tous les ans au mois de mai ou juin).
- Feux d'artifice du 14 juillet et du 15 août.

### Sports
Il existe 2 clubs de football sur la commune :
- Les « Arzelliz » ("disciples de saint Arzel", lequel est parfois connu dans la région sous le nom de saint Ourzal), fondé en 1906 par l'abbé Arzel[115], dont l'équipe fanion évolue en Division 1 de District durant la saison 2017/2018. En 2017 une section féminine est créée ; elle participe à un championnat futsal.
- L'ESPK (entente sportive Kersaint-Portsall), dont l'équipe fanion évolue en Régionale 3 durant la saison 2017/2018.

Arzelliz est aussi le nom du club de basket-ball et du club de tennis.
Le club de rugby, crée en 2006, est appelé le « Rugby club de l'Hermine », dont l'équipe seniors évolue en 1re Série du classement fédéral.
Depuis 2019, un triathlon est organisé tous les étés, généralement en plein milieu du mois d'aout, à l'initiative de deux jeunes habitués à passer leurs vacances à Kersaint

## Économie

### Revenus de la population et fiscalité
2 624 ménages fiscaux en 2014 et 57 % d'entre-eux était imposables. Revenu médian 21 046 €

### Des activités économiques diversifiées
- Secteur primaire : l'agriculture représente 8 % des activités (2015)
- Secteur secondaire : Brasserie des Abers, zones d'activités commerciales (Keruscat), industrielles (Saint Roch). L'entreprise ETT, spécialiste en système de traitement d'air à récupération d'énergie et en pompe à chaleur à hautes performances énergétiques, reçoit en 2023 une Victoire de la Bretagne[117].
- Secteur tertiaire

## Culture locale et patrimoine

### Héraldique
| Blason de Ploudalmézeau | Blason  | Il est parti (2 parties) : - à dextre (côté droit du blason) : moucheté d'hermines, sur fond d'argent (blanc) ; - à sénestre (côté gauche du blason) = coupé : armoiries de Kerlec'h, d'azur à 5 grelots, d'argent rangés en sautoir ; armoiries Du Chatel : fascé d'or et de gueules (c'est-à-dire jaune et rouge alternés). Devise / Cri« MAR CAR DOUE DA VAT EZAY » |
| Blason de Ploudalmézeau | Détails | - La devise peut être interprétée de deux façons : « S'il plaît à Dieu, tout ira bien » ou encore « S'il aime Dieu, tout ira bien ». - Cette devise provient de l'alliance de deux anciennes familles de la région de Ploudalmézeau : Du Chatel et Kerlec'h. - « MAR CAR DOUE » : Devise Du Chatel ; - « DA VAT EZAY » : Devise De Kerlec'h. Conception : Caraes. Dans le no 1 de Ploudalmézeau-Informations (le bulletin municipal) du mois de novembre 1978, la municipalité a donné les explications recueillies auprès de Monsieur et Madame CARAES, concernant le blason exposé dans la salle du Conseil Municipal et qui a été adopté comme blason de la Commune. |

### Monuments et lieux remarquables

#### Patrimoine religieux
- Mégalithes néolithique du Guilliguy dominant le port à Portsall : galerie dolménique, à proximité de la croix du Guilliguy et d'un petit menhir incliné. L'ensemble a été classé monument historique (4 mars 1921)[119].

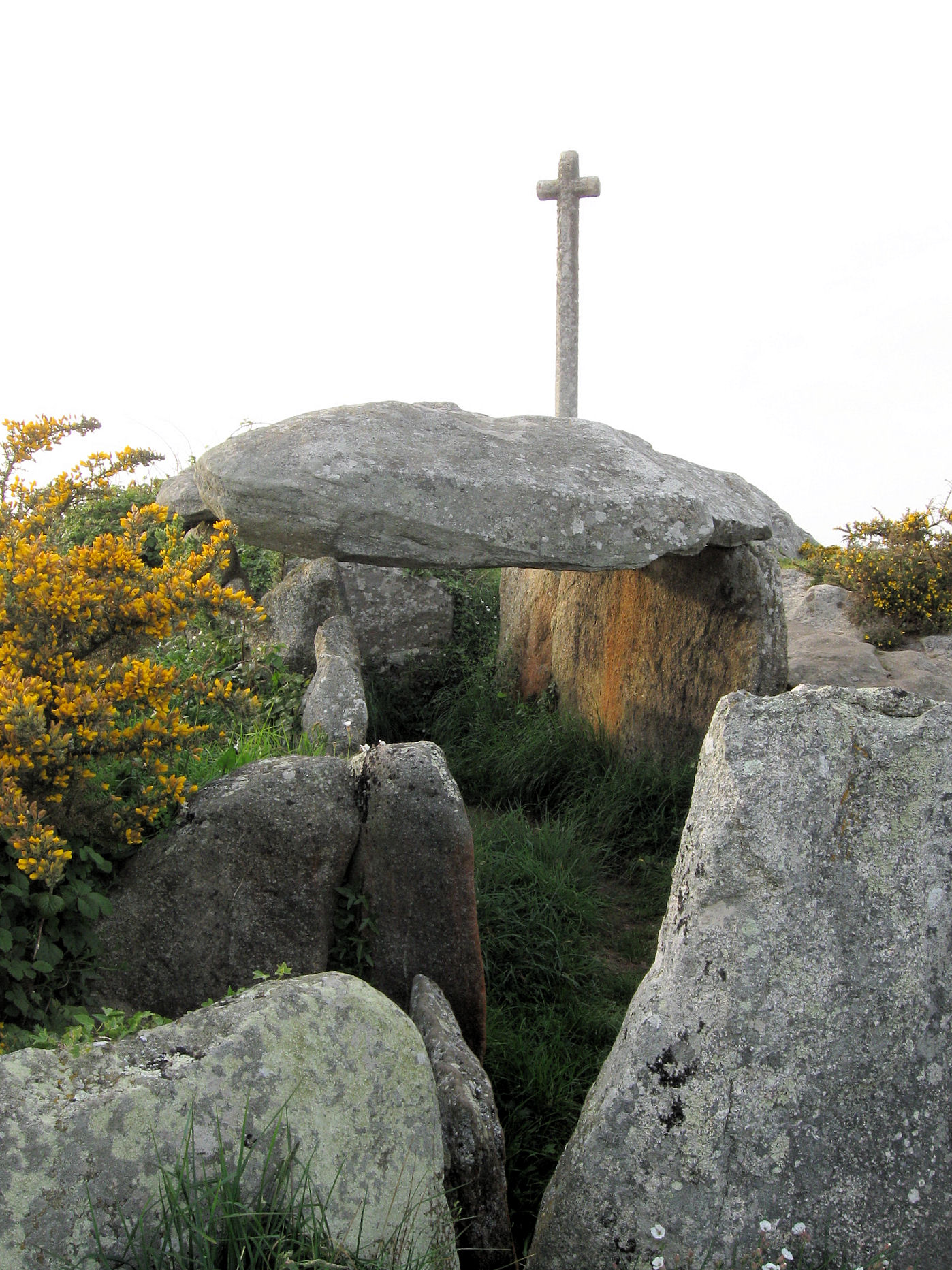
La galerie dolménique du Guilliguy.
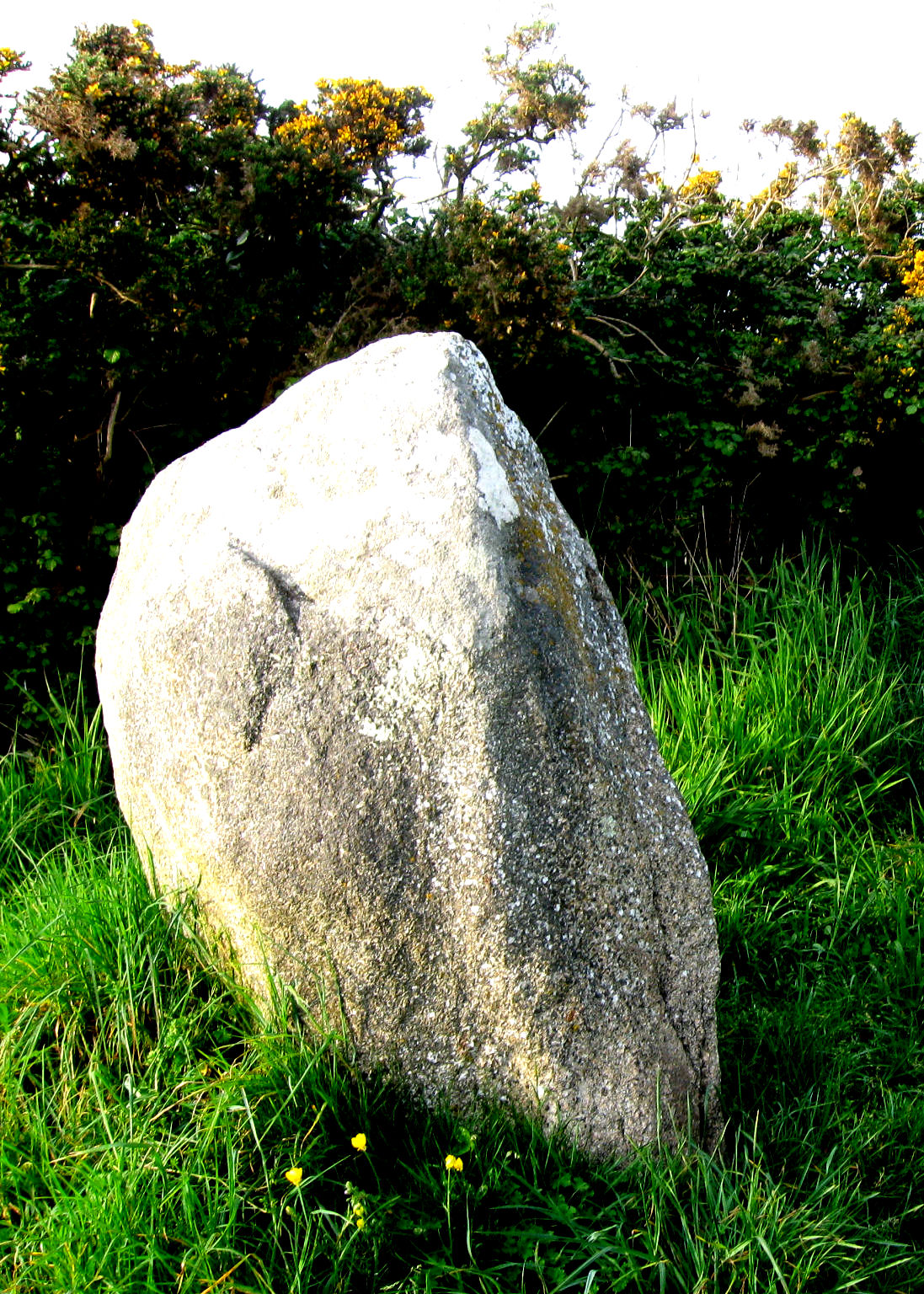
Le menhir du Guilliguy.

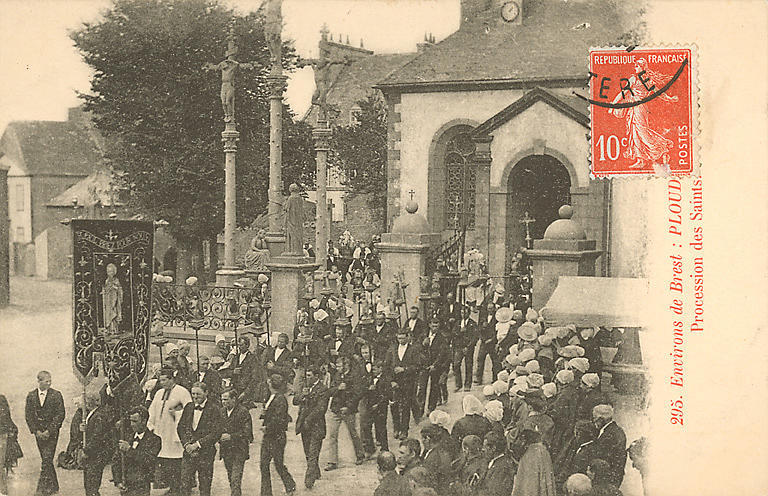
Ploudalmézeau la procession des saints en 1908

- Cairn de l'île Carn, daté de 4200 av. J.-C. Classé monument historique (21 avril 1955)[120].
- Église Saint-Pierre-et-Saint-Vincent-Ferrier, au bourg de Ploudalmézeau[121]. Elle a été reconstruite au XIXe siècle, mais a conservé le clocher à flèche gothique avec ses deux rangs de galeries, construit en 1775-1776 et qui, selon Henri Waquet, « est le dernier clocher de tradition directement gothique qui ait été bâti en France, avant le renouveau factice du XIXe siècle »[122].
- Église Notre-Dame-du-Scapulaire, à Portsall. XIXe siècle

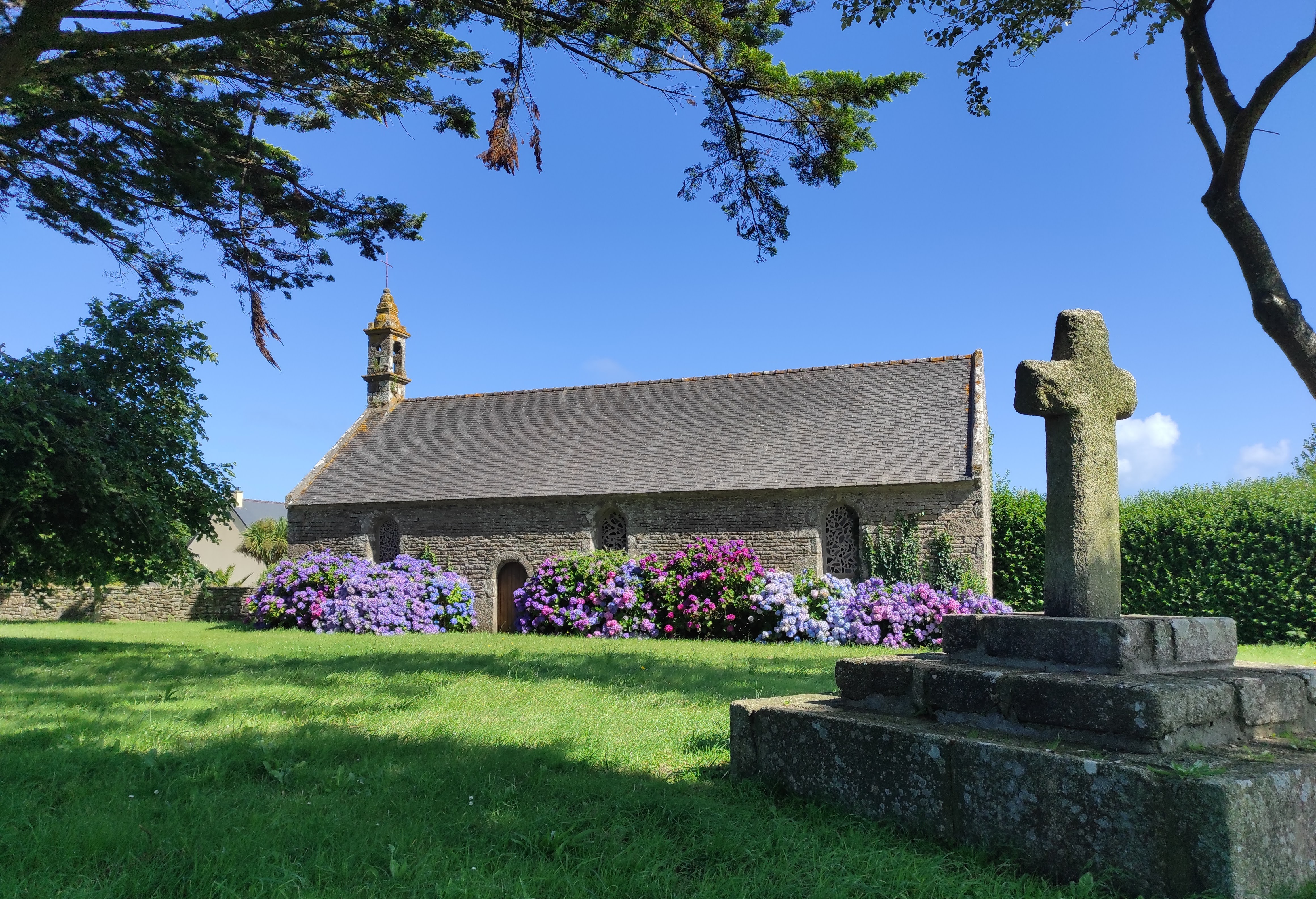
Chapelle saint-Roch.

- Chapelle saint-Roch.Chapelle de Saint-Roch, elle est dédiée à saint Roch, invoqué contre la peste. Construction en 1642[123] inscrite sur une pierre angulaire du pignon ouest.
- Chapelle de Kerlanou, fondation des seigneurs des Salles, reconstruite vers 1880. Jusqu'aux années 1950, culte à saint Éloi avec pardon des chevaux, le 24 juin. Fontaine et lavoir à proximité.
- Chapelle Sainte-Anne, construite en 1900 à proximité de l'école privée ouverte en 1889.
- Plusieurs croix ou vestiges de croix : la croix de mission du cimetière (XIXe siècle), le calvaire Croas-ar-Rheun, croix de Barr-al-Lan...

#### Patrimoine bâti
- Les manoirs[31] :
  - Manoirs de Kerghin (XVIe-XVIIe siècle)

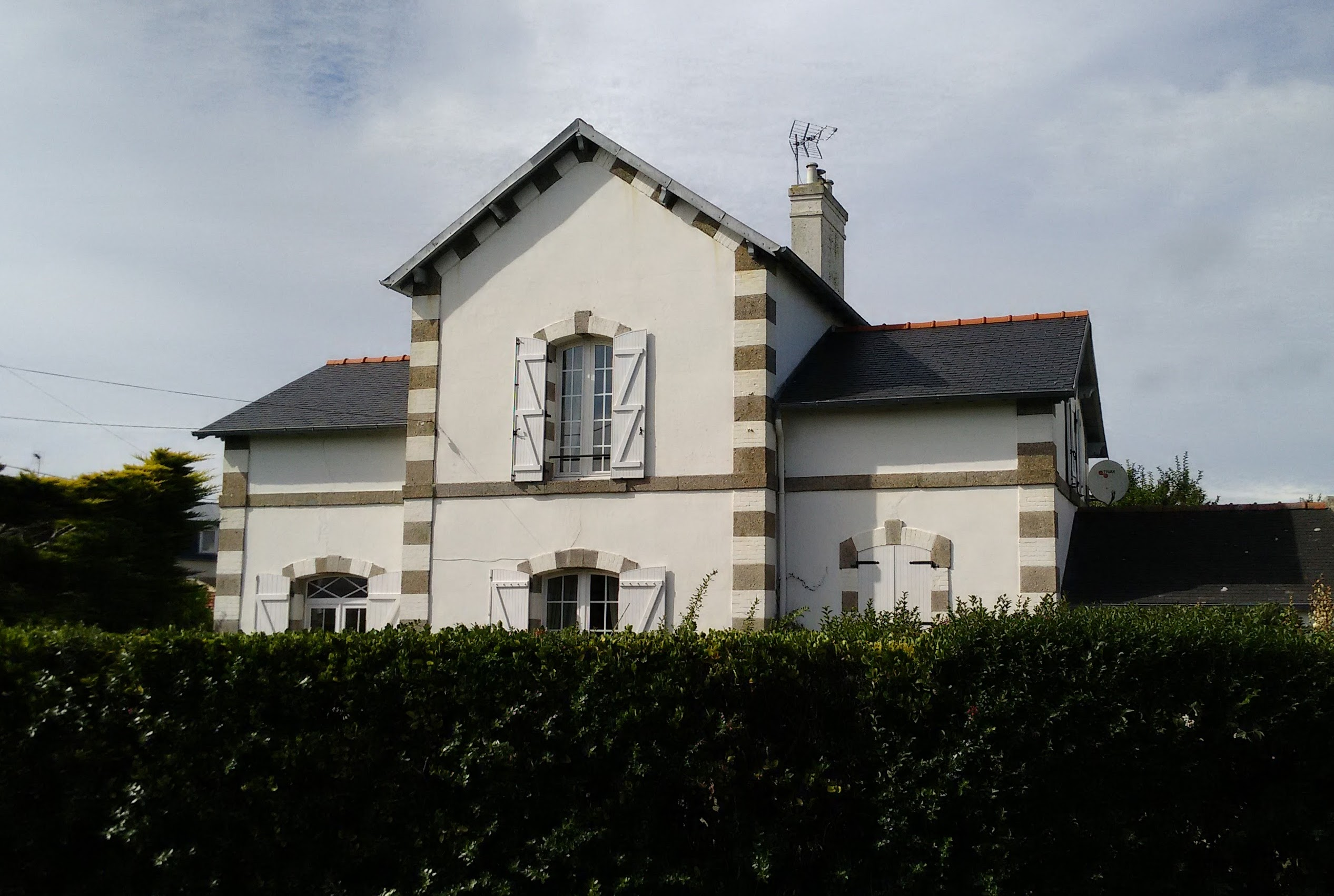
L'ancienne gare de Portsall

  - Manoir de Kereunou (ou Keureunou ou Curunou) (XVe siècle)
  - Manoir de Lestremeur (XVe siècle), restauré au XIXe siècle
  - Manoir de Kernatous
  - Manoir de Pratmeur, ayant appartenu à la famille de Sanzay
  - Manoir de Kervezennec
- Hôtel de Bretagne (XIXe siècle), situé à Bar a Lan (Portsall)
- Château d'eau de Ploudalmézeau, haut de 55 m et surmonté d'un restaurant.

#### Patrimoine naturel
- Parc du Moulin Neuf, parc animalier et jardins sur 4 hectares, traversé par la rivière Gouer ar Frout. Gratuit et ouvert toute l'année, il est géré par la commune et l'association de bénévoles Les Amis du Moulin Neuf.
- Treompan : plages, dunes, rivières, rocher du serpent Penn ar Pont, blockhaus, four à goémon

### Vie culturelle
- Centre culturel l'Arcadie : programmation officielle, associations.
- Médiathèque l'Odyssée, expositions.
- Muséographie de l'Ancre an Eor, salle d'exposition panoramique à l'étage.

### Culture et langue bretonnes

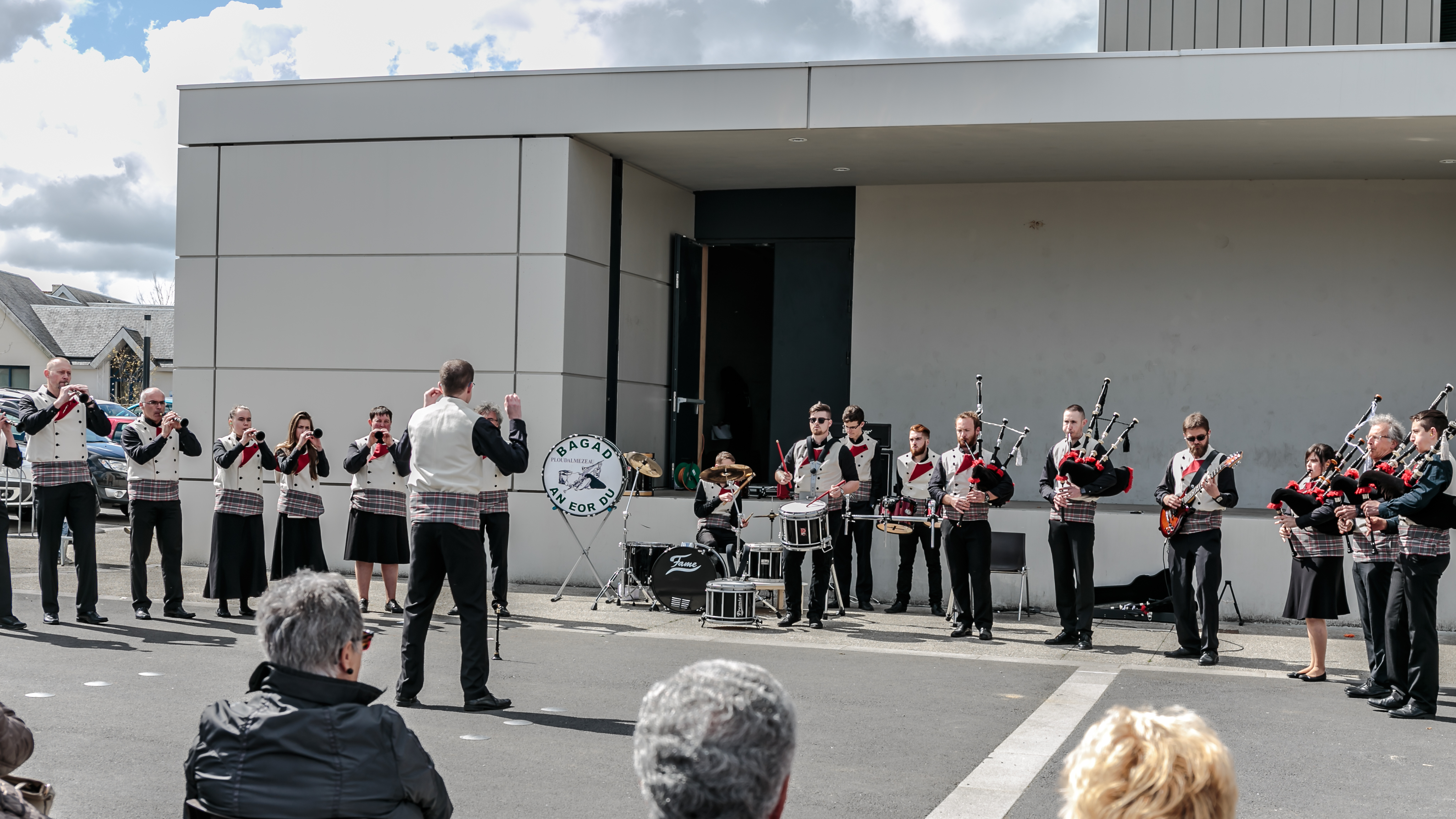
Le Bagad An Eor Du.

La première école associative Diwan (le Germe) a ouvert le 23 mai 1977 à Lampaul-Ploudalmézeau, avec le soutien du maire de Lampaul-Ploudalmézeau, Yves Morel, comptant au départ 7 élèves et un seul instituteur, Denez Abernot. À la rentrée de septembre 1980, l'école s'installe dans une salle louée par la paroisse catholique de Portsall. Puis à partir de septembre 1985, la municipalité de Ploudalmézeau louera des locaux à Skol Diwan Gwitalmeze.
À la rentrée 2017, 113 élèves étaient scolarisés à l'école Diwan et dans la filière bilingue catholique Dihun de l'école Sainte Anne (soit 13,6 % des enfants de la commune inscrits dans le primaire).
La commune compte une association de musique bretonne depuis la création en 2001 du Bagad An Eor Du (l'ancre noire en breton, en référence à l'Amoco Cadiz). Les cours et répétitions ont lieu au centre culturel l'Arcadie.
Une association de danse bretonne, née en 2005 sous le nom « Dansal e Gwital » (danser à Ploudal), dispense des cours et organise différentes activités, dont un fest-noz annuel.

### Personnalités liées à la commune

#### Nées sur le territoire de la commune
- César-Marie Le Hir (1764-1849), avocat, homme politique né à Ploudalmézeau, député du Finistère de 1811 à 1815.
- Gabriel Éliès (ou Héliès) (1910-1978), né à Portsall, chanoine, prisonnier de guerre de 1940 à 1945, directeur d'école et fondateur du club sportif « Avel Vor » à Saint-Pabu, auteur d'un livre sur Portsall, écrivain en breton sous le nom de Mab an Dig, membre de la Gorsedd de Bretagne. Il a aussi écrit en français, par exemple le recueil de poésie Ma Bretagne (1954).
- Alphonse Arzel (20 septembre 1927 - 22 février 2014), ancien maire, et ancien sénateur du Finistère.
- François Perhirin (1929-2004), peintre de la Marine.
- Didier Squiban (né en 1959), compositeur et pianiste de jazz et de musique traditionnelle.
- Claire Fourier (née en 1944), écrivain.
- Pierre Jaouën (1928-2012), peintre.

#### En rapport avec la commune
- Édouard Quéau, directeur de l'école primaire publique de Ridiny à Portsall, résistant, décédé après sa déportation dans un camp de concentration.
- Mistinguett, actrice et chanteuse, ayant séjourné à « La Chansonnière »[129], villa appartenant au chansonnier Léo Lelièvre, près du port de Portsall.
- Bernard Natan[130], propriétaire de la plus grande compagnie de cinéma française des années 1930 : Pathé-Natan, fit construire en 1931, une villa surplombant la plage de Tréompan, la villa Natan[131].
- Célestin Lainé (1908-1983), militant indépendantiste radical, a passé sa jeunesse dans la commune.
- Les peintres de la Nouvelle École de Paris, Serge Poliakoff, Jean Degottex[132], René Duvillier, Marcelle Loubchansky, Fahr el Nissa Zeid, ont séjourné avec le critique d'art Charles Estienne en 1954-1955 à la villa Natan à Tréompan, à l'hôtel de Bar al Lan[133] et dans les environs.
- Paco Rabanne, né en 1934, ancien styliste en haute-couture, résident intermittent de la commune.
- Jules Fortin, sénateur du Finistère de 1908 à 1930.
- Jacques Pellen, guitariste et compositeur.
- Myriam El Khomri, femme politique française (ministre et secrétaire d'État). Enfant, elle passe régulièrement ses vacances estivales chez ses grands-parents maternels ploudalméziens.